# Миронов, Андрей Александрович
Андре́й Алекса́ндрович Миро́нов (при рождении Мена́кер; 7 марта 1941, Москва — 16 августа 1987[…], Рига) — советский актёр театра и кино, артист эстрады, театральный режиссёр, телеведущий. Народный артист РСФСР (1980).

## Биография

### Ранние годы
Андрей Александрович Миронов родился 7 (по другим данным — 8) марта 1941 года в Москве, в семье известных эстрадных артистов Александра Семёновича Менакера и Марии Владимировны Мироновой.
В 1948 году Андрей пошёл в первый класс 170-й мужской школы г. Москвы. С конца 1940-х годов в СССР развернулась кампания по «борьбе с космополитизмом», имевшая антисемитский характер, вследствие чего родители Андрея приняли решение сменить сыну фамилию с отцовской на материнскую, и в третий класс он уже пошёл с фамилией «Миронов». По рассказам одноклассников, Андрей Миронов был неформальным лидером в классе. «Его артистическая натура, природное остроумие, бурный темперамент, живость характера, доброжелательность и отзывчивость как магнит притягивали к нему товарищей», — поведал один из его школьных друзей.
По воспоминаниям матери, в детстве Андрей ничем не увлекался, одно время собирал марки, потом решил бросить это дело. Почти каждое лето отдыхал с родителями в Доме отдыха Художественного театра в Пестове, посёлке в городском округе Мытищи Московской области. Он поддерживал тёплые отношения с единокровным братом Кириллом Ласкари. Их любимым развлечением было изображать джаз-бэнд: Кирилл играл на рояле, а Андрей — на кухонных принадлежностях. Одноклассники, в отличие от Марии Мироновой, утверждали, что, напротив, у Андрея всегда было много увлечений: любил играть в футбол и теннис, увлекался джазовой музыкой и даже организовал в своём классе джаз-оркестр, в котором «с упоением и неистовством» исполнял роль профессионального ударника. В старших классах уже свободно говорил по-английски, позже, в Щукинском училище, выучил французский язык. Ещё в школе стало очевидным его увлечение театром, когда Андрей в домашней обстановке давал свои «представления» перед школьными друзьями. «В начале это были не совсем уверенные копирования известных актёров, певцов, мимов, знакомых нам по кинофильмам и пластинкам, — вспоминал его одноклассник. — Он пел, танцевал, пародировал, дирижировал, декламировал — чего только он не делал!». При этом Андрей участвовал во всех трудовых делах класса, «будь то сбор металлолома, работа на Центральном телеграфе, практика в типографии „Московский рабочий“».
Первая попытка сняться в кино (в фильме «Садко»), предпринятая летом 1952 года, не удалась. Отобранный сыграть в массовке будущий актёр был забракован режиссёром Александром Птушко, который рассердился, увидев самовольно надетую мальчиком под сценический костюм рубашку — тот не решился надеть хламиду из дерюги прямо на голое тело. В седьмом классе Андрей дебютировал на школьной сцене — сыграл роль фон Краузе в спектакле «Русские люди» по Константину Симонову. В девятом классе он записался в школьную театральную студию, а позже — в студию при Центральном детском театре. Летом 1958 года окончил школу и поступил в Училище имени Бориса Щукина при Театре им. Е. Вахтангова на курс И. М. Рапопорта.

### Творческий путь

#### 1960-е

##### Первые роли в театре и кино
В 1960 году Андрей Миронов получил свою первую роль в кинофильме «А если это любовь?» режиссёра Юлия Райзмана, вышедшем на экраны
19 марта 1962 года. Фильм был резко отрицательно принят критикой, которая обвинила его в безнравственности. Однако картина имела успех в прокате. «Органичность и умение жить в кадре — не играть, а жить — уже во весь голос заявили о себе в этой первой работе», — напишет о мастерстве Андрея Миронова по прошествии времени критик В. С. Кичин.
В июне 1962 года Андрей Миронов окончил Щукинское училище с красным дипломом и был принят в труппу Московского театра сатиры, где проработал четверть века. Первая роль на этой сцене — роль Гарика в спектакле «24 часа в сутки» по пьесе Олега Стукалова в постановке Андрея Крюкова. С первых шагов в театре Миронову были присущи активность и самостоятельность. В каждой роли он проявлял инициативу, предлагал свои решения образов. В этом же году ему поступило предложение сняться в кинокомедии «Три плюс два» Генриха Оганесяна. 12 ноября состоялась премьера фильма «Мой младший брат» Александра Зархи, где Миронов сыграл роль физкультурника Юрки. Хотя кандидатура актёра вызывала нарекания членов худсовета (в том числе из-за фактуры), он был утверждён достаточно легко.
На протяжении 1963 года актёр всё больше и больше был занят в спектаклях театра, гастролировал с труппой в Горьком, Саратове, Кисловодске. Когда театр был в Кисловодске, пришло известие о смерти В. А. Лепко, игравшего Присыпкина в спектакле «Клоп». В. Н. Плучек принимает решение о вводе в спектакль Миронова. Актёру впервые предстояло встретиться на сцене с сатирической драматургией и плакатной формой художественной выразительности. Поскольку по своей природе Миронов был скорее человеком лирического склада, чем сатириком, то образ Присыпкина в его исполнении получился неожиданным и неоднозначным. В то время как автор предлагал, а режиссёр настаивал на том, чтобы актёр выявил жестокость и бездушие в персонаже, Присыпкин Миронова скорее напоминал большого ребёнка, был наивен и по-детски восторжен. «Что прежде всего убеждает в Присыпкине — Миронове? Наивность, предельная вера во всё происходящее. Глаза Присыпкина постоянно следят за Баяном — его „учителем жизни“», — отметил критик Н. Путинцев, но при этом подчеркнул, что Миронов играет Присыпкина «яркими сатирическими красками, со множеством неожиданных гротескных граней». Во второй редакции «Клопа», сделанной Плучеком в 1974 году, Миронов будет играть уже другого героя, больше соответствующего его актёрской индивидуальности, — Олега Баяна. Работая над ролями в спектаклях по пьесам В. Маяковского, молодой актёр научился сочетать в сценическом образе гиперболу с правдой характера и психологическую точность с публицистичностью.
Со спектакля «Женский монастырь» в 1964 году началась широкая театральная популярность Андрея Миронова. Постановка давала простор актёрской фантазии, импровизации и возможность проявить вокальные и танцевальные данные. Многие критики обратили внимание на необыкновенную лёгкость и естественность Миронова, а также на его пластику и музыкальность.

«Лёгкость, с которой передвигался молодой актёр по сцене, действительно поражала. В его глубоко органичном чувстве сценического пространства было что-то завораживающее. Стоило ему появиться на сцене, и зритель уже не мог отвести от него глаз. Его, если можно так выразиться, сверхъестественная естественность накладывалась на тщательно отработанную пластику, на стремительное и непринуждённое изящество каждого движения. Это было что-то близкое к балету. На самом деле Миронов открыл тип сценического поведения, который необычайно импонировал зрителю, а вслед за тем вскоре стал активно прививаться в нашем театре».— А. В. Вислова
С 21 августа по 20 сентября 1964 года актёр находился в ГДР (Потсдам, Наумбург) на натурных съёмках фильма «Год как жизнь», в котором сыграл Фридриха Энгельса. В 1965 году после первых сыгранных в театре характерных ролей Миронов получил роль Холдена Колфилда в спектакле «Над пропастью во ржи» по одноимённому роману Дж.-Д. Сэлинджера, который ставил А. Шатрин. Эта работа потребовала от актёра глубокого психологического проникновения в образ. Поиски правды героем постановки, его неприятие фальши актёр передавал со всей искренностью и страстью собственной души. «Главное, чему научил меня Шатрин, что всё надо пропускать только через себя. А для этого ты должен собой что-то представлять. Представлять и в плане интеллектуальном, и в плане духовном, и в плане душевном», — скажет позже артист. Следуя урокам Шатрина, в дальнейшем Андрей Миронов всегда будет стараться до мельчайших психологических деталей понять логику поведения своего персонажа.
В 1966 году Миронов сыграл главную роль в спектакле «Дон Жуан, или Любовь к геометрии» по пьесе Макса Фриша. В постановке В. Н. Плучек активно использовал популярные в то время формы интеллектуального театра. Ю. А. Смирнов-Несвицкий посчитал работу режиссёра избыточно изящной и отвлечённо-философской. По его мнению, несмотря на то, что «Дон Жуан» посвящался Плучеком нравственным проблемам, само строение спектакля было, скорее, направлено к пониманию новых вкусов и новой эстетики. В целом Миронову была чужда отстранённая манера игры, он предпочитал изображать живых людей из плоти и крови. И хотя в его Дон Жуане были требуемые спектаклем и балетная лёгкость, и изысканность исполнения, одновременно актёр пытался передать и духовные переживания своего героя в не на шутку разгоревшемся конфликте между обществом потребления, которое угадывалось в очертаниях фришевской театральной Испании, и личностью, не желающей вписываться в его стандарты. В своей рецензии Зоя Владимирова подчеркнула, что Миронов играл, главным образом, недоумение перед бесцеремонностью общества, грубо вторгающегося в пределы духовных владений Дон Жуана, перед тем, что его герою отказывают в праве быть собой. М. Любомудров нашёл исполнение роли Дон Жуана Мироновым своеобразным, где «в резких контрастах сталкиваются черты прекраснодушного мечтателя и мрачного демона-совратителя». Критик Б. Евсеев обратил внимание на безупречное чувство ритма, точность и балетную пластику актёра, а также заметил, что в спектакле Андрей Миронов раскрылся в новом качестве, показав, что теперь он умеет не только перевоплощаться и смешить, но и размышлять о назначении и целях своего искусства. В этом же году постановку Театра сатиры посетил приехавший в Москву автор пьесы. На программке спектакля он написал: «Моему русскому Дон Жуану, которого я никогда не забуду. Сердечное спасибо. Макс Фриш».
12 мая 1966 года в свет выходит новая кинокартина с участием актёра — «Берегись автомобиля» Эльдара Рязанова, собравшая множество призов на иностранных кинофестивалях. В фильме Миронов исполнил роль Димы Семицветова, которая, по признанию режиссёра, в сценарии была выписана одной краской и поэтому требовался актёр, способный обогатить её выдумкой и своим мастерством. Несмотря на то, что персонаж Миронова являлся второстепенным, критика выделила его работу. В. С. Кичин писал, что «образ получился многослойным, причём вовсе не в силу, так сказать, своих внутренних ресурсов», отметив, что «роль была сыграна изящно, артистично и с максимальной глубиной захвата». В апреле—мае артист выступил в роли ведущего в двух выпусках телепередачи «Добрый вечер!», послужившей прообразом «Кабачка „13 стульев“». Летом театр гастролировал по Прибалтике.
13 мая 1967 года — день премьеры спектакля по пьесе «Интервенция» Льва Славина. Так как действие пьесы разворачивалось в Одессе, то Плучек, начав постановку, задался целью наполнить её юмором особого колорита и одним из консультантов пригласил Л. О. Утёсова. Миронову была поручена роль французского солдата Селестена, втянутого подобно другим героям пьесы в водоворот трагических событий, происходивших в России в годы Гражданской войны. Небольшая роль второго плана в исполнении артиста стала одной из самых живых и заметных в «Интервенции» Театра сатиры. В ходе репетиций Миронов показал режиссёру две песни, которые поставил с ним отец. Номер настолько понравился Плучеку, что тот согласился вставить его в спектакль. Так в представлении появились двое одесских куплетистов, которых сыграл тоже Андрей Миронов: первый — с песенкой «Здравствуйте, здравствуйте, здравствуйте вам!» и второй — пожилой французский шансонье Жульен-папа, поющий в кабачке «Взятие Дарданелл» свою любимую песню «Любовь — не картошка». На фестивале «Московская театральная весна-67» актёру была присуждена третья премия за роль Селестена в этом спектакле.

###### Спектакль «Доходное место»
18 августа 1967 года состоялась премьера спектакля «Доходное место» по пьесе Александра Островского, где Миронов играл роль Жадова. Постановка стала заметным театральным событием и поднимала актуальные вопросы: герой старался «жить не по лжи», но терпел крах. Приступив к работе над пьесой А. Н. Островского, М. А. Захаров первоначально назначил Миронова на роль Белогубова. Режиссёр вспоминал, что в театре ему объяснили, что Миронову не хватает положительного обаяния, но зато у него хорошее отрицательное. Захаров не согласился с этой оценкой и понемногу начал готовить переход актёра на роль Жадова. Также Марк Захаров признался, что Андрей Миронов является в какой-то мере соавтором «Доходного места».
К. Л. Рудницкий в своей статье напомнил, что в роли Жадова пробовали свои силы порой очень большие артисты, но тем не менее этот персонаж почти всегда оставался безжизненным, скучным и неубедительным, что заставило исследователей творчества Островского признать, что главная роль в этой пьесе драматургу не удалась. Основным открытием и событием «Доходного места» в спектакле, поставленном молодым режиссёром, критик назвал именно фигуру Жадова. Марк Захаров и актёр Андрей Миронов по-новому взглянули на этого персонажа. Влюблённость и вера в Жадова, на взгляд критика, стали основой созданного Мироновым образа. Отметив определённую перекличку между героями спектаклей «Доходное место» Театра сатиры и «Обыкновенная история», шедшей в «Современнике», К. Л. Рудницкий выделил следующие черты в характере мироновского Жадова: «Жадов — Миронов словно отвечает Адуеву-младшему из „Обыкновенной истории“, судьба которого прослежена Олегом Табаковым в „Современнике“, расположенном прямо напротив Театра сатиры. Там — крушение и вытеснение идеалов, замена их цинизмом и приспособленчеством. Тут — мучительное и вместе упоительно-радостное утверждение идеала, органическая неспособность с ним расстаться, невозможность изменить самому себе, своей природе, своей личности». Жадов в исполнении Миронова не ломался под ударами судьбы, оберегая в душе веру в идеал долга, правды и бескорыстного служения.
По замечанию И. Вишневской, Миронов в спектакле играл не шаблонный классический образ, а открытие характера, человека, которого зритель ещё не знал и которого не было в общественном сознании и памяти. Роль Жадова стала для Андрея Миронова, по словам Б. А. Львова-Анохина, «не просто удачей, а свершением, несмотря на то, что он был тогда совсем молодым актёром». Он отметил, что в игре Миронова не было ни тени страстного резонёрства, столь обычного в этой роли. По единодушному мнению критики, в постановке М. А. Захарова был создан сильный и живой образ положительного героя, которому хотелось подражать и который был так необходим зрителям.

«В середине 60-х во время гастролей нашего театра в Москве мы бегали в Сатиру „на Андрея Миронова“. Его Жадов нас покорил».
— Владислав Стржельчик
В ноябре с аншлагом прошёл первый персональный творческий вечер артиста в Доме актёра. В 1968 году состоялось присуждение первой премии за роли Жадова и Селестена на смотре театральной молодёжи Москвы, посвящённом 50-летию Великой Октябрьской Социалистической революции.

##### Спектакль «Баня»
7 ноября 1967 года на сцене Театра сатиры представлена новая сценическая редакция спектакля «Баня», первая версия которого была осуществлена в 1953 году Н. Петровым, В. Плучеком и С. Юткевичем. В новой постановке «Бани» было уже два одинаково важных в художественном и идейном отношении центра: первый — Главначпупс Победоносиков и К° и второй — «лёгкий кавалирист» Велосипедкин, который в первой редакции существовал скорее как фоновый персонаж. Теперь, по замыслу В. Н. Плучека, этот герой должен был выйти на первый план и продемонстрировать порыв молодости, верной идеалам революции и стремящейся быть полезной стране и людям. По наблюдению критики, вместе с Велосипедкиным — Мироновым в спектакль вошла звонкая, жизнеутверждающая нота. Герой Миронова привлекал романтическим настроем, свойственным комсомольцам двадцатых годов, и верой в будущее. Он искренне был убеждён, что призван решать проблемы времени, и нисколько не сомневался в собственных силах. Велосипедкин в исполнении Миронова уверенный победитель, хозяин положения, под весёлые окрики которого по сцене послушно проходят Мезальянсовы и Главначпупсы. Его движения быстры и элегантны, в нём кипит энергия, ощущается мощь и настойчивость. «Многие реплики Миронова отмечены какой-то лихостью, страстью, мажором, где-то подслушанной интонацией, что, как приводной ремень, связывает нового Велосипедкина с житейским узнаваемым характером — напористого и здравомыслящего парня в защитных туристских брюках и в красном свитере», — считает критик Ю. Смирнов-Несвицкий.
Пресса почти с восторгом приняла новую редакцию «Бани». Все без исключения рецензенты отметили жизнелюбие, пластичность и обаяние Андрея Миронова, но лишь некоторые из них обратили внимание на то, что в самый разгар сценического веселья в Велосипедкине вдруг начинали проступать напряжённость и озабоченность, а в шутках сквозить привкус горечи. По замечанию А. В. Висловой, Миронов со сцены всегда передавал чуть больше, чем диктовало содержание роли. Поэтому и возникало в его игре полифоническое звучание, не исчерпывающееся одной мелодией, а образы, созданные им, были живыми и подвижными.

##### Спектакль «Безумный день, или Женитьба Фигаро»
1968 год стал для Миронова одним из самых плодотворных. Летом Миронов снялся в фильме «Бриллиантовая рука», а осенью репетировал заглавную роль в спектакле «Безумный день, или Женитьба Фигаро», премьера которого состоялась 4 апреля 1969 года.
Неоднозначность Фигаро, создаваемого Мироновым, прослеживалась с самого начала спектакля. В этом образе артист соединил оптимистичное мироощущение с задумчивостью и еле уловимой грустью. Полный энергии, борец по натуре, всегда готовый постоять за себя и свою честь и умеющий ловко отражать удары, Фигаро в исполнении Миронова устал угождать хозяевам жизни, которых он превосходил и в уме, и в способностях. «Вообще это драма талантливого человека, который не может в силу определённых условий раскрыть свой талант. Это трагедия человека, который весь блеск своего ума нацеливает только на организацию каких-то ловушек и интриг во имя сохранения достоинства и чести любимой женщины», — говорил Миронов об этой своей работе. При внешней зависимости его Фигаро неизменно был внутренне свободным. Критики отмечали мастерское владение словом, стремительный ритм при отточенности каждого движения, грациозность исполнения этой роли Мироновым, а также новизну прочтения образа и монолога в четвёртом акте. «В очень жизнерадостном и ярком спектакле Фигаро — Миронов являлся одновременно главным источником оптимизма и человеком, глубоко сознающим, что его победа случайна и относительна», — писал критик К. Л. Рудницкий. Успех Фигаро в финале отнюдь не гарантировал существенных перемен в жизни, где сохранялись сословные перегородки, а разум, любовь и единение душ так же оставались для многих лишь пустыми и напрасными иллюзиями. Поэтому Фигаро — Миронов и выходил на самый край просцениума со своим монологом в состоянии почти гамлетовской задумчивости. В его речи не было ни капли горячности и пафоса. Актёр размышлял вместе со своим героем. Такой монолог возникал к финалу не случайно. Он подготавливался уже в начальных конфликтах Фигаро с графом, когда во многих брошенных на ходу репликах героя ощущались горечь и серьёзность Фигаро.
Спектакль «Безумный день, или Женитьба Фигаро» шёл в Театре сатиры с 1969 года по 14 августа 1987 года, фактически ставшего последним днём жизни Андрея Миронова. За 18 лет в воплощении образа Фигаро на сцене происходили неизбежные изменения. В первые годы Фигаро прежде всего был влюблённым, но уже тогда было заметно, насколько он умнее, проницательнее и благороднее графа. По прошествии времени герой взрослел и углублялся в себя, становился философом. Утратив лёгкую победоносность и праздничность, он превращался в стоического защитника своей личности. Темп игры актёра замедлился. Он уже никуда не спешил. Каждый его шаг обрёл особую осмысленность, за каждым словом слышался глубокий подтекст, а взгляд становился красноречивее слов, хотя словесные поединки, как и раньше, оставались его главным средством борьбы.
Роль Фигаро стала особенной в творчестве и судьбе актёра. «Есть что-то глубоко символичное в том, что Андрей ушёл из жизни в тот день, когда играл на сцене Фигаро, самого близкого и самого похожего на него из всех сыгранных им героев, такого же озорного, искромётного, никогда не впадающего в уныние, склонного к розыгрышам и мистификациям, язвительно насмешливого по отношению к сильным мира сего и трогательно нежного с друзьями», — поделился своим мнением писатель А. И. Хайт. А. В. Вислова в своей книге утверждает, что эта роль стала и судьбой Миронова, в которой роковым образом переплелись признание, слава, любовь, жизнь и смерть. В ней, по мнению исследователя, актёр выразил себя наиболее полно и прошёл с ней через все невзгоды и испытания своего времени.

##### «Бриллиантовая рука»
28 апреля 1969 года состоялась широкая премьера кинокомедии «Бриллиантовая рука», привлёкшей рекордное число зрителей — 76 миллионов 700 тысяч человек. В фильме Андрей Миронов сыграл контрабандиста Гешу Козодоева. Актёра на эту роль искали долго, но после того как попробовали Миронова, Л. И. Гайдай понял, что актёр найден. По заверению режиссёра, комедия, да к тому же эксцентрическая, требует от исполнителя роли не только актёрского мастерства, но и спортивной подготовки. Миронов смог соответствовать всем этим требованиям. В процессе съёмок он проявил необыкновенную фантазию, придумав в фильме немало трюков, смешных деталей, реплик и даже сочинив маленькую сценку. Сам поставил полный динамики и иронии танец, исполняемый им на палубе парохода. Актёр А. Д. Папанов заявил, что считает Андрея Миронова одним из «соавторов» фильма, так как многие вещи в фильме были придуманы им.
Своего героя, по замечанию критики, Миронов нарисовал тёплыми красками, а не сокрушал его с помощью сатиры. Актёр объяснял зрителю, что Геша лишь ищет своё место в жизни и примкнул к преступникам не по причине порочности своей натуры, а из-за юношеской лопоухости. А. Миронов наделил этого незадачливого персонажа обаянием, добротой и лукавством, создав ему некий романтический ореол. Игра актёра в фильме была виртуозной и идеально соответствовала жанру и стилю кинокартины. «Роль сделана актёром в лёгких, порхающих ритмах, в быстрой смене музыкальных движений и поз, похожих на „па“ непрерывного танца, который кружит Гешу по жизни», — заметил критик М. Зак. К примеру, блуждание героя по лабиринту узких улочек и отчаянные поиски выхода из него напоминают балетный дивертисмент. «Даже падая на мостовую, он будто исполняет маленькую хореографическую сценку», — согласился с ним другой рецензент. При этом критика находила, что Миронову блестяще удалось раскрыть социальное в созданном им образе, несмотря на балетную условность его «персонаж свободно корреспондируется с прототипами, толпящимися вблизи интуристских центров».
В феврале Миронов озвучивал роль Себастьяна Лутатини в радиопостановке Татьяны Рыбасовой «Солёная купель» (по роману Алексея Новикова-Прибоя). В мае вышла первая грамзапись артиста: на пластинке «Музыка и песни из к/ф „Бриллиантовая рука“» артист исполнял ставшую сверхпопулярной песню «Остров невезения». В октябре актёр снимался в телеспектакле режиссёра Леонида Хейфеца «Рудин». Исполнение роли Рудина получило исключительно положительные отзывы.

#### 1970-е

##### Новые роли и грани таланта
В 1970 году Театру сатиры, также как и другим творческим коллективам страны, надлежало соответствующим образом отметить 100-летний юбилей В. И. Ленина. К этой дате В. Н. Плучеком был поставлен спектакль «У времени в плену» по пьесе А. П. Штейна. Постановка пьесы, определённой автором как «фантазии на темы Вс. Вишневского», представляла собой значительную сложность, поскольку в ней отсутствуют драматический конфликт и сюжет как таковые. Миронов ничем не походил на героя, которого ему предстояло сыграть, но тем не менее именно он виделся и автору, и режиссёру исполнителем главной роли. Это предложение было полностью неожиданным для актёра, и к репетициям он приступил с большими сомнениями. Но несмотря на все трудности роль, по мнению критики, Миронову удалась. «В актёре раскрылись какие-то особые грани таланта, ещё не участвовавшие до сих пор в его творческой биографии. Мужественный гражданский темперамент, если так можно сказать, социальная эмоциональность, обаяние мысли, обаяние веры», — написала в рецензии И. Вишневская. Андрей Миронов создал образ стойкого, твёрдого в своих убеждениях и в то же время скромного борца революции, человека сдержанного, в характере которого гармонично сочетаются героизм и суровая лирика. Для актёра было важно передать противоречивость, двойственность своего персонажа. В его исполнении образ Всеволода приобретал некое символическое значение, в спектакле зазвучал мотив утраты идеалов, рождённых революцией, а из этого уже возникал и его основной конфликт — конфликт веры и безверия, идеала и его отсутствия.
В июне 1970 года Миронов снялся у Маргариты Микаэлян в роли Аларина в телеспектакле «Впотьмах» по Александру Куприну. На фестивале «Московская театральная весна-70» артист был награждён дипломом и второй премией за роль Вишневского в спектакле «У времени в плену». Летом с Театром сатиры он гастролировал в Челябинске и Магнитогорске. 27 декабря на телевидении состоялся премьерный показ спектакля «Впотьмах».
В июне 1971 года актёр отпраздновал своё тридцатилетие в Доме литераторов. В мае Миронов познакомился с актрисой Екатериной Градовой и 29 июня сделал ей официальное предложение. В сентябре принимал участие в съёмках телефильма «Малыш и Карлсон, который живёт на крыше» в роли вора Рулле. 30 ноября состоялась свадьба актёра и Екатерины Градовой.
26 марта 1972 года состоялась премьера спектакля «Ревизор». В пьесе Хлестаков, которого играл Миронов, наделён множеством качеств, раскрывающихся в бурной смене эмоций и поступков. Артист старался не упустить ни одного из свойств этого персонажа. По словам А. В. Висловой, Хлестаков получился самым неуловимым характером у актёра, он переливался как ртуть из одного состояния в другое. Для себя Миронов выделил в персонаже одну важную черту, а именно — несоответствие желаний Хлестакова его возможностям. Но вместо привычного осуждения или осмеяния нелепости подобных притязаний героя актёр сочувствовал ему, наделял его определённой долей драматизма. «Миронов играл тему обездоленного „маленького человека“, но с особой художественной подсветкой. Можно сказать, что Хлестаков игрался в „манере Чаплина“ (не отсюда ли возникли тросточка, походка, вся пластика Хлестакова?)», — написал в своей книге А. М. Смелянский. Также критики обращали внимание на «неестественную хрупкость», «эфемерность», «зыбкость» мироновского Хлестакова. По мнению Л. Баженовой, Андрей Миронов выявил в этой постановке зрелое мастерство, умение создавать богатую пластическую форму роли и находить для неё глубокие и безошибочные психологические мотивировки.

##### «Достояние Республики»
28 апреля 1972 года на экраны вышел приключенческий фильм «Достояние республики», быстро завоевавший зрительские симпатии и в котором Андрей Миронов сыграл одну из своих самых романтических ролей. Детективный сюжет киноленты разворачивается во времена Гражданской войны в России и завязан вокруг спасения произведений искусства, реквизированных представителями советской власти в имении богатого князя, бежавшего за границу, и похищенных авантюристами.
Как главную удачу картины участие Миронова в ней отметили все. Актёр сыграл в фильме «художника в мечтах, неприкаянного бродягу в действительности» Шиловского по прозвищу Маркиз. К. Л. Рудницкий отзывался об этой роли актёра следующим образом: «Затаённый лиризм игры Миронова изменил всю структуру произведения, превратил его одномерность в многозначность, дал его быстрому движению более содержательный характер». Другой критик В. А. Ревич заметил, что наряду с положенными для жанра приключенческого кино погонями и перестрелками, с чётким разделением персонажей на положительных и злодеев авторы рискнули ввести в сюжет психологически сложный и противоречивый образ Маркиза, блестяще сыгранный А. Мироновым. На протяжении всего фильма в душе этого героя борются два начала: с одной стороны, он преступник, авантюрист, а с другой, отважный человек, умеющий ценить прекрасное и осознающий неправильность своей жизни. Актёр изобразил характер очень убедительно. Решение Маркиза, выбравшего смерть, в финале кинокартины не выглядит произволом сценаристов, зритель ни на секунду не сомневается, что он не мог поступить иначе. Миронов рисовал своего героя с пронзительной ноткой сочувствия. Отчаянный искатель приключений, в глубине души Маркиз был мечтателем.
Здесь актёр по-прежнему демонстрирует обаяние, музыкальность и пластичность, но в то же время раскрывает сложный внутренний мир человека, потерявшего ориентировку в вихре исторических событий. Роль Шиловского стала одной из любимых у артиста. «Люблю своего Маркиза из фильма „Достояние Республики“. Он, как мне кажется, нашёл отклик и у зрителя. В этой роли хотелось передать честное, бескомпромиссное отношение к жизни человека, за внутренними противоречиями которого — романтическое восприятие действительности, влюблённость и вера в людей», — сказал о своём персонаже Миронов.

«Его Маркиз — образ глубокой, яркой натуры, сильных, сложных чувств. Впервые на экране нашла беспрепятственное выражение его собственная природа, забили её внутренние ключи. Вместе с нею он принёс в роль возвышенную настроенность в сочетании с неизменной лёгкой самоиронией, унаследованные им от предыдущих поколений».
— А. В. Вислова
28 мая 1973 года у актёра и Екатерины Градовой родилась дочь Мария. 10 августа вышел фильм «Старики-разбойники», 29 декабря его показали по телевидению. В этом же году актёр дебютировал в качестве театрального режиссёра со спектаклем «Маленькие комедии большого дома», который был выдержан в жанре обозрения.

##### «Невероятные приключения итальянцев в России»
18 марта 1974 года на широкий экран вышла кинокомедия «Невероятные приключения итальянцев в России». В фильме Миронов исполнил роль капитана милиции Васильева, которому поручено не допустить вывоз ценностей из страны. Перед предприимчивыми итальянцами он предстаёт общительным и предупредительным гидом «Интуриста». По мнению критики, актёр полно и чётко воссоздал образ современника, обобщённый и в то же время конкретный. Основную черту Васильева — бесстрашие — актёр раскрыл не навязчиво, но тем не менее убедительно. На протяжении всего фильма персонаж Миронова остаётся весёлым и компанейским, хотя его характер сам по себе не является эксцентричным, а комический эффект возникает из ситуаций, в которые попадают герои.
Часть трюков, которыми наполнена эта эксцентрическая кинолента, Миронов выполнил самолично. Он сам спускался на ковровой дорожке с шестого этажа гостиницы «Астория» в Ленинграде, висел над Невой, уцепившись за край разведённого моста на высоте примерно двадцати этажей, прополз по выдвинутой вперёд на одиннадцать метров лестнице пожарной машины до крыши «Жигулей» и влез в его салон, в то время как оба автомобиля мчались на приличной скорости, один на один беседовал со львом. «Андрей поразил меня своей храбростью и отчаянностью», — признавался впоследствии режиссёр фильма Э. А. Рязанов. Л. Эфрос напомнил, что Миронов снимался вместе с итальянскими актёрами, обладающими другим темпераментом и манерой общения, но «так органично и точно вписался он в их „компанию“, так естественно вдруг возникал у него неаполитанский жест или интонация». На взгляд критика, воспроизвести чужой тебе национальный характер намного сложнее, чем выполнить опасный трюк.

«Помню случай, когда я требовал от итальянских актёров, чтобы они играли и говорили стремительней. Они не могли выполнить моих требований и пожаловались Де Лаурентису, продюсеру фильма, что я загоняю темп, что они не в состоянии выполнить моих требований, потому что, мол, требования невыполнимы. На примере Андрея я доказал им, что играть в пулемётном ритме вполне возможно. Мне было особенно приятно утереть им нос, потому что о русском кино, да и вообще о нашей актёрской школе на Западе бытует мнение, что русские очень медлительны».
— Э. А. Рязанов
29 апреля прошла премьера телеспектакля «Безумный день, или Женитьба Фигаро». 16 октября актёру было присуждено почётное звание «Заслуженный артист РСФСР». В октябре — несколько неудач: актёр не прошёл на роль Жени Лукашина в фильме Эльдара Рязанова «Ирония судьбы, или С лёгким паром!», произошёл разрыв с Екатериной Градовой. В ноябре актёр был с театром на гастролях в Италии.

##### «Страницы журнала Печорина»
В декабре Миронов приступил к съёмкам у Анатолия Эфроса в телеспектакле «Страницы журнала Печорина», где ему предстояло исполнить роль Грушницкого. В своей постановке режиссёр хотел уйти от хрестоматийной трактовки этого образа. «Не закомплексованную человеческую посредственность надо было воспроизвести в Грушницком, а нечто покладистое, приспособленное к жизни, как бывают приспособлены милые, чуть нелепые щенки», — сделал запись в дневнике А. В. Эфрос. После долгих поисков актёра на эту роль он пригласил Андрея Миронова. В своей рабочей тетради режиссёр отметил, что Миронов сразу понял значение и серьёзный смысл «второй» роли. А. В. Эфросу Грушницкий виделся славным малым, добродушным и расположенным к людям, которому, в отличие от Печорина, удобно жить на свете. Миронову понравилась идея преодолеть выработанный средней школой стереотип восприятия Грушницкого как хвастливого и не очень умного сноба и максимально его очеловечить. «Он хотел, чтобы наш Грушницкий был носителем чего-то подлинного — доброго, душевного», — рассказывал позже артист.
Показанный по телевидению, спектакль вызвал разноречивые отклики. Не все смогли принять такое прочтение лермонтовской прозы. Были даже предложения поменять местами исполнителей Печорина и Грушницкого. Но в настоящее время спектакль воспринимается как классическая постановка. По словам В. С. Кичина, эта работа заняла особое место в творческой жизни Миронова, поскольку в ней особенно ярко проявился драматический талант актёра, склонного к тончайшему психологическому анализу. Его Грушницкий предстал в телеспектакле обаятельным и жизнерадостным юношей, у которого ещё вся жизнь впереди, искренне верящим в силу мундира и в любовь Мэри к себе. Он захотел стать Печориным, поверив в какой-то момент в свою избранность. Разлад мечты и действительности оборачивается трагедией и приводит героя Миронова к гибели. В финале, по утверждению В. Рыжовой, актёр сыграл одну из лучших своих сцен. Стоя на краю пропасти, под дулом пистолета, его Грушницкий прозрел и стал самим собой. В последний миг, проявив мужество и отказавшись просить пощады, он сумел погибнуть достойно, достигнув тем самым высот собственного идеала.

«Если Печорин — само разочарование, то Грушницкий — весь предвкушение. Фигура, которая прежде воспринималась как жалкая и смешная — своего рода пародия на Печорина или же предвестье Карандышева, — осмыслена здесь по-новому. И режиссёр и артист А. Миронов отнеслись к Грушницкому благосклонно. И хотя все поступки и все слова Грушницкого комментирует — то снисходительно, то презрительно — сам Печорин (это ведь его „журнал“!), тем не менее Андрей Миронов упрямо защищает Грушницкого от иронии и насмешек. Ведь не Грушницкий же повинен в том, что его торопливая молодость столкнулась с усталой душой, с её мертвенной пустынностью».
— К. Л. Рудницкий

##### Перелом в творчестве
В 1975 году на телевидении был показан водевиль «Соломенная шляпка», где Миронов играл Фадинара. Критик А. Демидов писал, что актёр создал в этом фильме одну из лучших своих ролей и, наверное, впервые сыграл Фадинара грустным. В конце лета были гастроли в Казахской ССР. 14 сентября состоялась премьера телеспектакля «Возвращение» по повести И. С. Тургенева «Два приятеля»: сам актёр — в роли Бориса Вязовнина, постановка — Павла Резникова. Телеспектакль вновь дал возможность критикам отметить у Миронова талант психологического актёра и способность к неожиданным перевоплощениям. «Казалось бы, нет актёра менее подходящего на такую роль, чем Миронов, с его неистощимой энергией, с его стремлением наполнить жизнью, действием каждую минуту сценического или экранного бытия любого своего героя, — неудомевал в своей рецензии Ю. Смелков. — Но выбор режиссёра, при всей парадоксальности, абсолютно точен — темперамент Миронова, ограниченный рамками непривычного для него характера, как бы ушёл вглубь, в подтекст роли». С первых же минут спектакля «Возвращение» в ровных диалогах мироновского героя зазвучали тема одиночества, внутренней опустошённости и мотив несостоявшейся личности. Драма Бориса Андреевича — это драма безволия, внутренней нерешительности и неспособности к действию. Невыносимая скука и ощущение бессмысленности жизни сковывают волю Вязовнина и лишают его силы сопротивления инертности и пошлости. Миронов при создании образа сгущает краски до такой степени, что черты характера его героя перестают быть индивидуальными качествами одного человека и приобретают общее значение для всех людей. Одарённость и ум, лишённые воли и способности к активным поступкам, вызывают лишь сожаление и досаду.
В 1976 году прошли гастроли в Польше и участие в Международном театральном фестивале в Варшаве. 10 декабря состоялась премьера спектакля «Горе от ума» с Мироновым в роли Чацкого. Л. Фрейдкина заметила, что актёр не отождествлял Чацкого с Грибоедовым, не надевал очки и не подбирал особый грим. В спектакле немалое место занимали тема свободы и тема ума, которые проходили лейтмотивом сквозь все конфликты. Чацкий — Миронов переживал множество эмоций и идей, но доминирующими в образе Чацкого, созданном актёром, были чувства к Софье. Через любовь к Софье передавалась и любовь к отечеству, смешанная с болью за него, и любовь к свободе. Зоя Владимирова утверждает, что Андрей Миронов был самым грустным и чувствительным Чацким, когда-либо выходившим на подмостки. С ней солидарна А. В. Вислова, которая высказала мысль, что эта роль для артиста стала переломной и весёлого, дерзкого Миронова зритель уже не увидит никогда, хотя некоторые отблески прежнего фейерверка будут вспыхивать то в одной, то в другой роли. Отчасти исследователь объясняет это естественным переходом от молодости к зрелости, но в значительной степени — сменой общественных настроений.

##### «12 стульев»
1977 год начался с показа четырёхсерийного телефильма «12 стульев», снятого М. А. Захаровым по одноимённому роману И. Ильфа и Е. Петрова, с Андреем Мироновым в роли Остапа Бендера. Критик В. С. Кичин полагает, что Бендер — роль, которую Миронов не мог не сыграть. С его точки зрения, здесь совпало всё: и яркий талант, и природная элегантность, и эстрадный лоск, и даже очевидный авантюризм артиста. Неслучайно Миронов относился к тем немногим мастерам, которые предпочитали сами, без помощи дублёров, исполнять различные трюки в кино. Как вспоминал Эльдар Рязанов, ради фильма Миронов готов был рисковать даже собственной жизнью.
Перед началом съёмок Миронов поделился своими мыслями о герое: «Остап Бендер очень разный: он всегда среди людей и всё-таки одинок: он мечтатель и рационалист одновременно; он эгоистичен и при этом, несомненно, талантлив. Вся его беда в том, что он не находит достойного применения своему таланту, его энергия и фантазия тратятся щедро, но в конечном итоге бесцельно». Режиссёр, приступая к съёмкам, отметил, что Бендер «вовсе не жадный, гнусный стяжатель», а поэт, одинокий авантюрист-романтик. Он не обычный бытовой персонаж, а как бы приподнят на котурнах. Многое в нём, по мнению М. Захарова, от героя плутовского романа, а этот персонаж просто обязан быть артистичным и уметь представать в различных образах и под разными личинами.
По строению музыкально-драматической структуры телефильм М. Захарова является мюзиклом, где песни не вставные номера, а части единого сюжета наравне с игровыми фрагментами, а также служат для характеристики главного героя. Например, первое появление Остапа на экране сопровождается закадровым песенным номером о городе-мечте «великого комбинатора». Таким образом, поясняется мотив действий сына турецко-подданного и задаётся один из конфликтов картины — несоответствие реальности (Старгород) мечте (Рио-де-Жанейро). Центральный музыкальный номер телефильма «Песня Остапа» раскрывает основное свойство Бендера, его природу игрока и артиста, находящегося в сложных отношениях с реальностью. Песенный номер «Жестокое танго» характеризует Бендера не только как артиста, пробивающего себе путь собственными силами и талантами, но и как человека, использующего людей в своих целях и способного «перешагнуть» через них.
Картина была тепло встречена зрителями. На взгляд критиков, успех телефильма был предопределён блистательной игрой актёров, запоминающейся музыкой Г. И. Гладкова и ироническими стихами Ю. Ч. Кима, которые содержали очевидные аллюзии на поэзию Лермонтова («Белеет мой парус такой одинокий», «Я б хотел забыться и заснуть»). Критики оценили и мироновскую трактовку Бендера, в которой объединились романтичность и ирония. В фильме он был неотразим и беспрерывно танцевал. Когда, увлекаясь, «великий комбинатор» сам начинал верить в то, что говорил, его лицо принимало отрешённо-романтическое выражение. Манерами и ритмом своего существования на экране герой Миронова напоминал томного, но всегда готового к прыжку кота. Остап Бендер в телефильме предстал поэтом «красивой жизни», певцом эффектных авантюр, для которого жизнь — игра, представление, спектакль, а сам он в ней премьер и виртуоз, но мироновский Остап — фигура двойственная. Зритель с помощью Андрея Миронова в полной мере смог оценить красоту игры, но также сполна ощутить и трагедию героя.

«Получился же в фильме — и это бесспорно — Бендер. Миронов играет здесь — при всём наборе лёгких и комедийных красок — драму очень талантливого человека».
— В. С. Кичин

##### Новые достижения

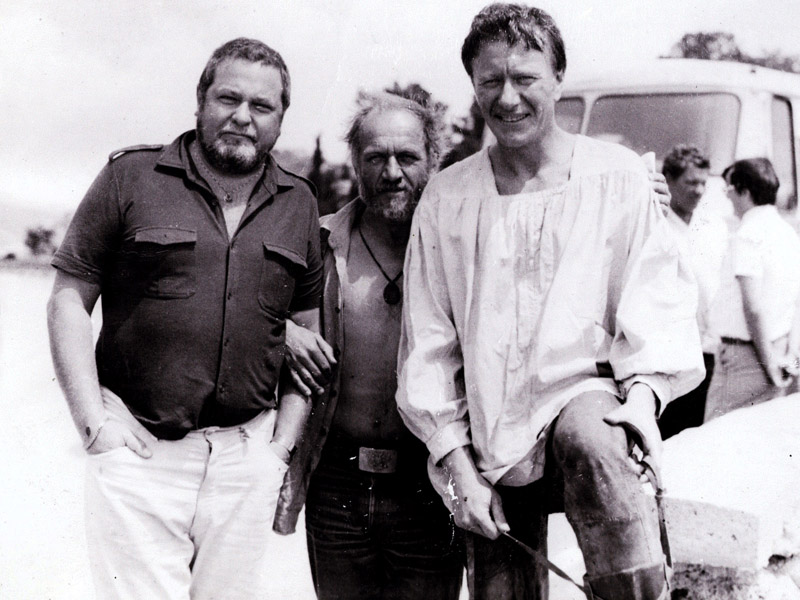
Ю. Семёнов, Л. Дуров, А. Миронов.

Летом 1977 года состоялось бракосочетание с Ларисой Голубкиной, а в конце лета Миронов попробовал себя на поприще литературного театра, снявшись в телеспектакле «Между небом и землёй», поставленном режиссёром В. В. Фокиным по повести В. С. Токаревой «Ехал грека», где практически прочёл с экрана историю о человеке, который в одночасье стал никому не нужным. Пришло ложное известие о его гибели, и он оказался легко забытым. В отличие от драматического театра в литературном театре действие развивается не через вереницу событий, а через развитие мысли рассказчика. Актёр, исполняющий главную роль, принимает на себя не только роль отдельного персонажа, но и роль автора, то есть существует в сложном двуединстве. Таким образом основная нагрузка падает на чтеца и исполнителя ведущей роли, партнёры лишь подыгрывают ему, обозначая других героев. Первая половина телеспектакля представляет собой восхождение героя на Карадаг, невысокую гору в Коктебеле, на которое его подвигнул сосед по палате. Восхождение то и дело прерывается экскурсами в прошлое. Размышляя о своей жизни, герой Миронова не идеализирует себя, его самооценки ироничны, а иногда и резки. Но, понимая, что он плохой музыкант и мучит любимую женщину, Климов продолжает жить так, как ему удобнее и легче. Во второй части спектакля Климов, вернувшись с отдыха, узнаёт, что многие из близких его похоронили. Актёр точно передаёт состояние героя, вдруг осознавшего, что знавшие его люди благополучно обходятся без него. Спектакль, вслед за повестью В. Токаревой, показывает, что эгоизм неминуемо ведёт к одиночеству и нравственному тупику. Постановка дала ещё одну возможность увидеть зрителю умного, размышляющего Миронова, Миронова, не спешащего с выводами и раскрывающего главную мысль спектакля о необходимости внимания людей друг к друг. В сентябре была поездка в США по линии Госкино. С 22 сентября по 6 октября — гастроли в Югославии, участие в Белградском международном фестивале «БИТЕФ».
В январе 1978 года вышла грампластинка «Поёт Андрей Миронов»; в ноябре по телевидению был показан «Творческий вечер Андрея Миронова в концертной студии „Останкино“».
1 января 1979 года на экраны вышел новый телефильм с участием А. Миронова — «Обыкновенное чудо». Актёр сыграл министра-администратора, прожжённого циника, пресытившегося жизнью. Для создания образа Миронов использовал краски, идеально отвечающие жанру иронической сказки, где каждый персонаж — тип: навечно разочарованное выражение лица, гротескная самоуверенно-развязная манера держаться, ленивый ритм.
2 апреля 1979 года в Театре сатиры прошла премьера комедии А. И. Гельмана «Мы, нижеподписавшиеся», в которой Андрей Миронов исполнил главную роль — диспетчера строительно-монтажного управления Лёни Шиндина. Об этом персонаже артист отозвался как о характере, в котором сфокусирована дилемма «быть ли деятельным творцом жизни или холодным, циничным, пусть и умным, наблюдателем». Критика отметила, что спектакль В. Н. Плучека от прочих постановок этой пьесы отличает лиричность, и такая тональность возникает из-за главного героя. Шиндин — Миронов охвачен не ожесточением, он не столько вырывает подписи, сколько взывает к человечности членов комиссии. В нём есть вера, что если человек его выслушает, то несомненно откликнется. Мироновский Лёня светлее и оптимистичнее по своему мировосприятию, он спокоен и рассудителен, не чужд самоиронии и способен трезво оценивать обстоятельства. «Нас пленила и сделала болельщиками Лёни душа, которой Миронов Шиндина одарил», — написал о герое Миронова К. Рудницкий.
23 мая 1979 года на Малой сцене Театра на Малой Бронной была представлена премьера спектакля «Продолжение Дон Жуана» по пьесе Э. С. Радзинского. Режиссёр постановки А. В. Эфрос на главную роль пригласил Андрея Миронова. Пьеса «Продолжение Дон Жуана», по определению критика Ю. Смелкова, сложная и странная, наполненная театральными реминисценциями. У Радзинского Дон Жуан — это миф, романтическая легенда, проходящая через разные времена и страны. Но в пьесе всё идёт не по легенде, а всё потому, что Дон Жуану надоело быть Дон Жуаном. Новый Дон Жуан больше не желал быть любимцем женщин. Он страшно устал от навязанной ему роли, за которой никто не замечал драматизма в его душе, не видел в нём живого человека. Миронов обозначил его трагедию как трагедию духовности. В его Дон Жуане жила высокая нравственность, романтическая возвышенность. Каждое мгновение жизни мироновского персонажа было наполнено обожествлением женщины. Актёр наделял своего героя беззлобностью и простодушием, которые контрастировали со скрытой ожесточённостью его слуги Лепорелло в исполнении Льва Дурова.

«Я думаю, что Дон Жуан — одна из лучших ролей Андрея Миронова. Сплав его звонкого, хрустального, полётного таланта и трагизма, о котором постоянно говорил Анатолий Васильевич Эфрос».
— Лев Дуров
В этом же году Андрей Миронов ещё раз испытал себя в качестве режиссёра и поставил пьесу Г. И. Горина «Феномены». Объясняя причины обращения к ней, артист сказал: «При всей её кажущейся неглубокости в ней есть затронувший меня парадокс: люди ищут чудес вокруг себя, уходя в парапсихологию, забывая о том, что каждый человек феноменален». По мнению критики, Миронов воплотил оригинальный сюжет пьесы «в темпераментном, хорошо организованном сценическом действии, успешно обнаруживая в своей режиссуре и тонкое чувство комического, и умение точно и чётко расставить смысловые, нравственные акценты», что было, видимо, не совсем просто, поскольку сверхзадача пьесы Г. Горина выражена недостаточно чётко, а мотивы героев пьесы подчас так разнородны и противоречивы, что их нелегко согласовать друг с другом и свести в единое целое. Но эти несовершенства пьесы Андрею Миронову удалось преодолеть путём тщательной психологической проработки характеров. В результате персонажи, изначально линейно-ясные, обрели подвижность, обрачиваясь то трогательной, то жутковатой своей стороной, а автор сумел пробудить в зрителе мысль о действительной уникальности человека, а не о сенсационно дутой.
В конце июня — гастроли с театром в Риге. 11 августа — телепремьера спектакля «Дачники» П. Резникова, где актёр играл роль Дачника. В октябре по итогам фестиваля «Московская театральная весна-79» актёру была присуждена вторая премия за роль Лёни Шиндина в спектакле «Мы, нижеподписавшиеся». В октябре прошли гастроли Театра сатиры в Болгарии, актёр снялся в новогодней программе болгарского телевидения. В ноябре — гастроли в Венгрии.

##### «Фантазии Фарятьева»
В 1979 году Андрей Миронов снимается в телефильме «Фантазии Фарятьева» режиссёра И. А. Авербаха по мотивам одноимённой пьесы А. Н. Соколовой. «Это фильм о том, как люди, очень близкие, подчас не понимают друг друга», — объяснил главную тему своей постановки режиссёр. Герой картины, которого сыграл Миронов, по замечанию В. С. Кичина, из тех, кого в русской литературе принято именовать «маленьким человеком». Фарятьев — застенчивый ничем не примечательный зубной врач, живущий в маленьком провинциальном городке и влюблённый в учительницу музыки, которая, в свою очередь, увлечена неким Бетхудовым, так и не появляющимся на экране и являющимся, по разговорам, полным антиподом Фарятьеву. Не имея возможности применить свои таланты, Фарятьев вынужден жить мечтами. Мечты по сути и являются подлинной жизнью этого героя.
«И вновь из-за неведомых ещё нам горизонтов выплыли свидетельства редкостной пластичности этого актёра — даже в том, в чём мы его вообще никогда не могли заподозрить, в способности к внешнему перевоплощению, к тотальной перестройке всей человеческой структуры», — написал об этой роли артиста В. С. Кичин. Обычно элегантный и ловкий в фильме Миронов предстал неуклюжим, закомплексованным, заторможенным, не знающим, куда девать руки и стесняющимся своей громоздкости и некрасивого лица. Любое движение для него тягостно, а сватовство мучительно, но находиться вдали от любимой ещё мучительнее, потому что любит он бескорыстно и беззаветно. И. А. Авербах вспоминал, что долго выбирал актёра на роль Фарятьева. Этот персонаж представлялся ему фигурой абстрактной, почти бестелесной. По замыслу режиссёра, его существование в кадре должно было походить на некий танец, виртуозное балансирование на грани быта и патетики. Андрей Миронов, по его мнению, с этой задачей справился, создав образ некрасивого и мешковатого человека с печальными глазами. «Поклонники прежнего Миронова — ироничного и фантастически обаятельного — будут, вероятно, разочарованы, — предупредил в интервью И. А. Авербах. — Но мы специально шли на это». Способность Миронова к максимальному интеллектуальному наполнению роли сообщила фильму очень ясные социальные параметры, сделав его остропроблемным. В постановке И. А. Авербаха критик В. С. Кичин увидел конфликт бескорыстного человека с миром агрессивного честолюбия, тему Дон Кихота, князя Мышкина и даже Печорина, коллизию, в которой «гриновский порыв к прекрасному и свободному» сталкивается с будничной прозой «неподвижных портовых кранов, панельных белёсых коробок, коммунального быта и газовых плит».

#### 1980-е

##### Спектакль «Трёхгрошовая опера»
14 ноября 1980 года Андрей Миронов был награждён медалью «За трудовую доблесть», 18 декабря указом Президиума Верховного Совета РСФСР ему присвоено почётное звание «Народный артист РСФСР». 30 декабря 1980 года на премьере спектакля «Трёхгрошовая опера» Андрей Миронов играл Мэкки-Ножа. Критики сочли новую постановку В. Н. Плучека удачной и достоверно передающей дух пьесы Брехта. В ней драматург поднимал острые социальные проблемы, вопросы неравенства и произвола деньги имущих. Всем своим сюжетом «Трёхгрошовая опера» сигналит, что мир плох, потому что покоится на трёх китах — деньгах, удовольствии и предательстве. Главный герой «Оперы» Мэкки-Нож — бандит, деклассированный элемент, олицетворяющий новое сословие. У Миронова Мэкки — почти лирик, огорошенный противоречиями жизни и застрявший на перепутье из одного времени в другое. Холодное и жёсткое обаяние Миронова в этой постановке, как заметил А. Аникст, очень подходило для брехтовского антигероя. Актёр, по оценке З. Владимировой, прекрасно воплотил в этом персонаже и предприимчивость, и победительную наглость, и повадку трущобного Дон Жуана, и холодную трезвость дельца, каждый четверг производящего расчёты со служащими. На взгляд А. В. Висловой, артист был по-настоящему «остранён» в этой роли, «от него впервые веяло холодом», но создаваемый им образ с течением времени претерпел некоторые изменения: критик находила, что позже Миронов стал исполнять эту роль мягче, «внося в неё лёгкость и иронию, заставляя весь спектакль потеплеть».
1981 год: в конце мая он — на гастролях с театром в Новосибирске; с 12 по 26 июня — гастроли в ФРГ и участие в международном фестивале «Театры мира-81» с «Трёхгрошовой оперой» Б. Брехта.

##### Спектакль «Бешеные деньги»
В 1981 году Андрей Миронов поставил комедию А. Н. Островского «Бешеные деньги», где сам исполнил главную роль Саввы Василькова. Критик Н. Лагина предположила, что с Василькова и режиссуры «Бешеных денег» начинается новый период в творчестве А. Миронова. А. В. Вислова отметила, что спектакль продемонстрировал профессиональный рост и качественную эволюцию Миронова как режиссёра. Артист предельно бережно отнёсся к пьесе, предпочитая союз с автором полемике или поводу для самовыражения. При этом его постановка не вылилась в хрестоматийное прочтение, а прозвучала современно и актуально. Спектакль отличался конкретностью постановки задач, чёткостью и простотой воплощения задуманного.
Савва Васильков является главной пружиной действия в спектакле, именно в этом образе концентрируется вся идея постановки и вся острота проблемы. В исполнении Миронова он не тот прогрессивный деловой человек, но при этом доверчивый и наивный в любви, каким его традиционно трактуют. Актёр рисует его энергичным и крайне расчётливым человеком, знающим, как достигнуть цели. Даже эмоции у него замешаны на калькуляции. Васильков уверен, что будущее принадлежит ему, что он сильнее всех этих внешне респектабельных, а в действительности пустых и никчёмных Телятевых, Кучумовых, Глумовых, в мир которых он буквально вторгается. Но он человек честный, Васильков ничего никому не обещает, а требует от людей того же, что и от себя самого. По мысли Б. М. Поюровского, Васильков из спектакля относится к тому типу преуспевающих купцов, из которых чуть позже произрастут многие русские меценаты, такие как Третьяковы, Морозовы, Мамонтовы, Щукины. Но также критик заметил, что Васильков Миронова «не ягнёнок, скорее матёрый волк, который ни при каких обстоятельствах не поступится собственными интересами». Кроме того Б. М. Поюровский высказал мнение, что именно Васильков помог В. Н. Плучеку безошибочно выбрать исполнителя на роль Лопахина в «Вишнёвом саде».
Почти 25 лет этот спектакль по пьесе А. Н. Островского с успехом шёл на сцене Театра сатиры. В 2013 году постановку Андрея Миронова было решено восстановить, сохранив все подробности и рисунок каждой роли.

##### «Назначение»
6 марта 1982 года умирает отец Александр Менакер. 9 декабря приказом по Госкино (вскоре отменённым) были остановлены съёмки фильма Алексея Германа «Мой друг Иван Лапшин», где А. Миронов играет роль журналиста Ханина. Начинаются съёмки документального фильма В. Виноградова «Я возвращаю Ваш портрет…», где А. Миронов занят в роли Ведущего. Перед Новым годом вышел мини-альбом Андрея Миронова «Ну чем мы не пара?».
1 апреля 1982 года по телевидению был показан телефильм режиссёра С. Н. Колосова «Назначение», поставленный по одноимённое пьесе А. М. Володина. Главная тема фильма — назначение человека, смысл его жизнь, поиск путей к счастью. Миронов сыграл Лямина, выдвинутого на должность начальника. На первый взгляд, его герой совершенно не обладает качествами, нужными руководителю, чтобы управлять людьми, но именно при Лямине «микроклимат в коллективе» начнёт меняться к лучшему. По мере развития сюжета Лямин Андрея Миронова осознаёт своё призвание в этом мире, он понимает, что жизнь проходит и уходит время, когда он мог кого-то сделать счастливым. Это прозрение даёт герою Миронова волю и настойчивость. Под влиянием перемен в его жизни Лямин начинает совершать поступки, которые придают ему уверенности и решимости, побуждают действовать активнее. К финалу фильма Лямин уже полностью готов взять на себя ответственность за коллектив и за дело, которое ему поручили.
Автор пьесы обратил внимание, что Миронов в роли Лямина не так наивен, как театральный исполнитель этой роли Олег Ефремов, он трезвее смотрит на мир. Ему тяжело обидеть даже Куропеева не из-за деликатности, а из-за брезгливости к таким методам борьбы. На некоторую будничность образа, созданного актёром, указала и критика. «Лямин Миронова вовсе не чудик из тех, кто постоянно обеспокоен судьбами всего человечества (и, как правило, не способен страдать по поводу находящейся рядом отдельной личности), — написал в рецензии А. Шерель. — Он натура весьма земная. Но прагматизм его поэтичен и талантлив». Талант этого персонажа в исполнении Андрея Миронова, на взгляд критика, заключается в умении сопереживать, сочувствовать людям, в способности заботиться о других. И именно поэтому его назначение на должность оказывается предназначением личности.

##### «Сказка странствий»
Июнь—июль 1983 года проходят на гастролях в США по линии Советского общества по культурным связям с соотечественниками за рубежом (общество «Родина»). Худсовет «Ленфильма» не принял «Блондинку за углом»: следуют пересъёмки и перемонтаж; далее — уже не принимает Госкино: опять пересъёмка и переозвучивание. Поднятые в фильме проблемы коррупции и всё больше воцаряющейся в обществе психологии потребительства вызвали серьёзное беспокойство у кинематографического начальства. В период съёмок чиновники употребили всю свою власть, чтобы свести суть кинокартины к частному случаю.
16 января 1984 года состоялась премьера кинокартины «Сказка странствий», которая была снята совместно киностудиями «Мосфильм» (СССР), «Баррандов» (ЧССР) и «Букурешти» (СРР). В ней режиссёр А. Н. Митта совместил сказочный сюжет с суровой стилистикой реалистичного приключенческого повествования. Андрей Миронов сыграл в фильме изобретателя и врача, поэта и философа, бродягу и мыслителя Орландо, помогающего главной героине в поисках её похищенного злодеями брата. А. Н. Митта так охарактеризовал этого персонажа: «немножко лекарь, немножко философ, немножко хитрец и даже немножко гений, а в общем-то отважный и добрый человек, настоящий герой». Актёр создал образ романтически самоотверженного и немного чудаковатого человека, но одновременно и вполне земного, не чуждого слабостей. В. С. Кичин заметил, что Миронов в этой роли непривычно скуп и играет в стиле бытовой сказки, а не волшебной. Палитра красок предельно сдержанна, в ней преобладают неяркие тона. Герой Миронова, по мнению критика, словно «пришёл из мира Андерсена, светлого и мудрого, естественно противостоящего всякому злу». Его герой умудрён жизнью и больше не обольщается иллюзиями о скорой победе добра над злом, но несмотря на это по-прежнему готов творить добро и даже пойти ради него на самопожертвование. Андерсеновские отзвуки в сюжете киноленты уловил и другой рецензент Г. Симанович. В результате, заключил В. С. Кичин, получился образ необыкновенно важный не только с точки зрения идеи фильма, но и его эмоционального воздействия на зрителей.

##### Спектакль «Вишнёвый сад»
21 января 1984 года в Театре сатиры прошла премьера спектакля «Вишнёвый сад». Спектакль был поставлен на Малой сцене и получился камерным, тихим, лиричным, по выражению А. В. Висловой, акварельным. За несколько месяцев до премьеры Андрей Миронов сказал в интервью: «Работая над образом Лопахина — мужика, купца, интеллигента, стараюсь акцентировать последнее. Помните, Петя Трофимов говорит: „У тебя тонкие нежные пальцы, как у артиста, у тебя тонкая, нежная душа…“». Именно в этом актёр увидел исток внутреннего конфликта героя: у него душа артиста, а он вынужден торговать. Критики отметили, что в Лопахине, созданном Мироновым, отсутствовали привычные для актёра грация и гибкость. Его движения были резкими, походка размашистой, без лёгкости, говорил он низким голосом, часто прокашливаясь и потирая руки. У Миронова Лопахина тянет скорее к миру прекрасного, чем к миру деловому. Он занимается не тем, чем хочется. Раневская ему не просто симпатична, а в отличие от многих других Лопахиных, он втайне её любит какой-то юношеской, робкой любовью. Поэтому Лопахин и не женится на Варе.
Монолог Лопахина в третьем акте «Я купил. Я купил!…», который обычно актёрами исполняется с нескрываемой радостью, как и всю сцену Миронов играл в соответствии с ремаркой А. П. Чехова «сконфуженно, боясь обнаружить свою радость». Лопахин Миронова предельно подавлен в этой сцене. Для него неожиданная покупка имения с садом — несомненный проигрыш, она произойдёт против его воли, под влиянием вдруг вырвавшейся наружу тайной, деловой стихии души. В борьбе этих двух стихий — «сердца» и «дела» — и заключается, считает Т. К. Шах-Азизова, диалектика образа Лопахина в исполнении Миронова, его драматизм и его движение к монологу после торгов, ставшему кульминацией спектакля. «Лопахин начнёт монолог тихо, сдерживая пробудившийся азарт делового и хищного человека. Азарт всё же прорвётся, хотя без обычного лопахинского „куража“, и не победит окончательно, мешаясь с горечью и самоиронией…», — написала она в своей рецензии.
В марте 1984 года выходит миньон «Старые друзья. Андрей Миронов. Раймонд Паулс». 21 мая на экранах появляется кинокартина «Блондинка за углом», получившая негативные отзывы критики. Позже А. Миронов замечал, что фильм оказался дискредитирован многочисленными редакциями и изменениями первоначального замысла.

##### «Мой друг Иван Лапшин»
В сентябре 1984 года выходит картина «Мой друг Иван Лапшин». Кинолента А. Ю. Германа отличалась новаторской эстетикой. Фильм соединил документальную стилистику с художественной выразительностью каждого кадра. Прошлое в нём воссоздаётся путём кинонаблюдения с пристальным вниманием к мелким деталям среды, окружающей героев, к их голосам и шумам жизни. Каждый кадр фильма чрезвычайно насыщен информацией. Прошлое демонстрируется зрителю изнутри. Эффект репортажа сымитирован искусно. Иллюзия документальной съёмки разрушается лишь знанием зрителя о невозможности вести репортаж из прошлого. Режиссёр в работе делал ставку на актёрскую индивидуальность, но при этом требовал от исполнителей умения играть социальные типажи и импровизационную лёгкость. Реплики в фильме придумывались на ходу, что создавало ощущение спонтанности жизни на экране. По оценке критики, Миронов очень органично вошёл в этот фильм.
Андрей Миронов играет приезжего литератора. Непохожесть его персонажа на остальных предусмотрена замыслом режиссёра: Ханин из другого города, из другой социальной среды, но он из той же эпохи и от неё также неотделим. Ханин в фильме представляет интеллигентскую прослойку. Без этого образа, считает Е. Стишова, срез общества того периода, в котором личное подчинено коллективному и не принято откровенничать о душевных переживаниях, был бы неполным. За внешней наивностью и балагурством этого героя, по мнению автора рецензии, скрывается человек-кремень: «Ханин — тоже из железа. Внезапная смерть любимой жены ошеломила его, он даже пытался свести счёты с жизнью — не получилось: Ханин не умел обращаться с оружием. После этой неудавшейся попытки он ничем больше не обнаружит своей боли. И здесь проступает время с его приказом не хныкать, держать в узде чувства». В эпизоде ранения Ханина критик разглядела образ духовности, которая без оружия, бесстрашно вышла на поединок со злом.

«Но правда идеала в искусстве всегда вырастает из правды жизни. Собственно, в этом убеждает нас и фильм „Мой друг Иван Лапшин“, где сквозь подробно реконструированный быт, сквозь жёсткую его реальность проступают высокие идеалы его героев».— Елена Стишова

##### Спектакли «Прощай, конферансье!» и «Бремя решения»
28 декабря 1984 года состоялась премьера спектакля «Прощай, конферансье!» по пьесе Г. И. Горина об артистах фронтовой концертной бригады. Помимо режиссуры Миронов исполнял в спектакле главную роль — конферансье Буркини. Действие пьесы охватывает последние мирные дни перед Великой Отечественной войной и её начало. Говоря о постановке, Андрей Миронов заметил, что не стремился в ней с хроникальной достоверностью изобразить жизнь и быт фронтовых концертных бригад. В пьесе его привлекла прежде всего тема — искрений рассказ о жизни рядовых артистов эстрады. Вместе с тем он напомнил, что спектакль опирается на подлинные исторические факты: во время войны группа артистов из Московского театра сатиры выехала на фронт и там трагически погибла. В постановке слились воедино светлая грусть и мягкий юмор, задушевная лирика и лёгкая ирония. Её герои обладают удивительным талантом превращать жизнь в праздник, талант, особенно важный и необходимый в трудное время. Композитор Ян Френкель спустя время вспоминал: «Казалось бы, нехитрая пьеса Г. Горина „Прощай, конферансье!“, но, присутствуя на репетициях, я, работавший во фронтовом театре, знавший, что такое выступления на передовой, с изумлением наблюдал, как глубоко и достоверно, с какой болью воссоздавал Андрей события, но что ещё важнее — атмосферу военных лет». Вскоре после сдачи спектакля «Прощай, конферансье!» Миронов лёг в больницу. Ещё находясь там, он начал репетировать новую роль — Джона Кеннеди, а после выписки сразу же вошёл в почти готовый спектакль «Бремя решения».

«„Прощай, конферансье!“ Мне кажется, в самом названии таится некая светлая печаль. В силу законов жизни уходят безвозвратно поколения людей. Приходят другие. Принято считать, что они — лучше нас. Наверное, так. Но они — другие. Поэтому ушедшим мы говорим „прощай“! А всё хорошее, доброе, светлое, что они оставили нам, хочется сохранить и передать идущим на смену».— Андрей Миронов
Роль Джона Кеннеди в исполнении Андрея Миронова критики назовут одной из лучших актёрских работ в спектакле «Бремя решения» Ф. Бурлацкого, поставленном В. Плучеком. Драматизм и социальность дарования актёра очень убедительно проявились и в этой постановке. При минимуме внешних приёмов Миронов сумел показать напряжённую внутреннюю жизнь персонажа, создав яркий образ государственного деятеля в момент нелёгкого выбора. Кеннеди — Миронов научился тщательно скрывать свои порывы, оставаяся невозмутимым и решительным в официальной обстановке. Путём мучительной борьбы с самим собой и с «ястребами» вроде генерала Тэйлора и Гувера герой Миронова приходит к прозрению и осознанию личной ответственности за свой народ и судьбу всей планеты. В финале режиссёр и Андрей Миронов превращали реального героя в трагический символ, когда в ослепительном луче прожектора его лицо словно становилось маской, а в его глазах застывало выражение скорби несбывшихся надежд.
В 1985 году А. Миронов выступает в Центральном доме актёра имени А. Яблочкиной на презентации книги своих родителей под названием «…в своём репертуаре». В сентябре Алла Сурикова начинает работу над картиной «Человек с бульвара Капуцинов». Несмотря на занятость в театре, А. Миронов соглашается на главную роль в этом фильме, найдя предложенный материал «симпатичным». В декабре участвует в творческом вечере Э. Рязанова «В кругу друзей» в ГКЦЗ «Россия».
1986 год: 29 мая — премьера радиоспектакля «Душа Элеоноры» А. Луначарского (А. Миронов — в роли Наполеона Малапарте, постановщик — В. Кольбус). С 31 мая по 10 июня А. Миронов в составе культурной делегации находился на чемпионате мира по футболу в Мексике. В августе — на гастролях с театром в Томске. Осенью актёра пригласили в жюри Высшей лиги КВН.

##### Спектакль «Тени»
15 июня 1987 года А. Миронов сыграл свою последнюю роль (Клаверова) в здании Театра сатиры, в спектакле «Тени» по пьесе М. Е. Салтыкова-Щедрина. Также спектакль стал последней режиссёрской работой Миронова. Пьеса «Тени» относится к малоизвестным и относительно ранним произведениям писателя. На сцене она ставилась крайне редко и впервые была поставлена лишь в 1914 году на благотворительном вечере, посвящённом 25-летию со дня смерти М. Е. Салтыкова-Щедрина. Завязкой «Теней» служит история с обогащением на строительных подрядах. Исследователи творчества писателя полагают, что в пьесе, вероятно, отображены отдельные черты реальных событий и лиц. При жизни М. Е. Салтыкова-Щедрина пьеса не печаталась. Обрывочность её финала указывает на то, что пьеса скорее всего не была завершена автором, что позволило Миронову по своему усмотрению решить концовку спектакля.
Андрей Миронов приступил к репетициям 3 февраля 1986 года. На репетициях «Теней», по воспоминаниям А. В. Висловой, он почти не реагировал на шутки, прекрасно зная, как они отвлекают от дела, оставаясь безучастным слушателем чьих-то смешных реплик и анекдотов. Сам шутил, лишь когда было нужно разрядить обстановку и делал это непревзойдённо, мгновенно снимая напряжённость. «Его собранность, волевой посыл, умение владеть собой поражали», — отметила она. Для постановки пьесы Миронов выбрал путь обстоятельной психологической разработки характеров, поэтому долго разбирал эту пьесу вместе с актёрами, глубоко проникая в суть каждого персонажа. Первое время сложнейшую и глубоко психологическую по сути роль Клаверова репетировал другой актёр, поскольку Миронову как режиссёру надо было видеть этого героя в ансамбле со стороны. Репетировать Клаверова лично Миронов начал осенью 1986 года. По оценке присутствовавшей на репетициях А. В. Висловой, образ и будущий спектакль сразу ожили, зазвучали по-иному, обретя глубину. То, что после смерти Миронова спектакль сняли с репертуара театра, по мнению критика, только доказывает, что в этой роли, как и в остальных, навсегда ушедших вместе с ним, его заменить было некем.
Премьера «Теней» состоялась 18 марта 1987 года. Спектакль в целом был оценён положительно. В. Гульченко нашёл, что эта постановка открывает новый этап в творческой деятельности Миронова. По его словам, Андрей Миронов прочитал пьесу Салтыкова-Щедрина не только как историю падения общественных нравов, но и как летопись обнищания человеческой души, её необузданной траты по пустякам: «карьера, преуспевание, захватывание и заглатывание земных радостей». В итоге получился своеобразный репортаж о состоянии современного общества, в котором «старое не вымерло, новое не народилось». Критик оценил, что в постановке режиссёру удалось избежать прямого разоблачения персонажей и их шаржирования. М. Мурзина обнаружила, что в спектакле Миронов, в первую очередь, старался вскрыть нравственный смысл пьесы, «погоня за поверхностной и хлёсткой злободневностью» для него была не так важна. А. В. Вислова заметила, что из всех режиссёрских работ Миронова постановка «Теней» самая глубокая и зрелая. Углубляясь в мир щедринской сатиры, Миронов с её помощью беспощадно анализировал современную эпоху и человека. В пьесе его интересовало, как личность, мучительно осваиваясь в «подлом» времени, нравственно опускается и превращается в тень. Критики отметили, что, исполняя роль Клаверова, актёр определённо отказался от его явного обличения, максимально очеловечивая этот образ. «Муки Клаверова в мироновской трактовке — это муки человека, подлость свою понимающего, но признающего её неизбежной. Поэтому артист был задумчив и печален, играя его. Он презирал в нём его вину и сочувствовал его беде», — написал В. Гульченко. М. Мурзина в рецензии обратила внимание на то, что спектакль начинается и заканчивается монологом Клаверова о «тяжёлом времени», но звучит он в начале и в финале по-разному. В начале — как размышление, не лишённое искренности, как попытка поделиться сокровенным, а в конце — как ничего не значащее пустословие, завершающееся «опереточным триумфом оратора», которого уносят на руках восхищённые слушатели. По словам А. В. Висловой, время, в котором жил Андрей Миронов, не смогло изменить его личность, но актёр чувствовал личную ответственность за происходящее вокруг него, поэтому у него появилось желание поговорить со зрителем не только от лица положительного героя, но и от имени заложника своего времени и в каком-то смысле его жертвы, что и предопределило взгляд Миронова на пьесу Салтыкова-Щедрина.

##### «Человек с бульвара Капуцинов»
23 июня 1987 года в московском кинотеатре «Мир» состоялся премьерный показ кинофильма «Человек с бульвара Капуцинов». Жанр картины режиссёр А. И. Сурикова и сценарист Э. Т. Акопов определили как «ироническая фантазия в стиле вестерна». Позже А. И. Сурикова признавалась, что фильм начался для неё не со сценария, а с того момента, как она поняла, что мистера Фёста, решившего изменить мир при помощи кино, должен играть Андрей Миронов, и он согласился на эту роль. Режиссёр в мемуарах вспоминала, что актёр включился в работу над картиной значительно раньше, чем это обычно делает исполнитель, ещё на стадии первых прикидок режиссёрского сценария. Он много фантазировал, размышляя не только об образе главного героя, но и над биографиями и поступками остальных персонажей, спорил с режиссёром. Так, по словам А. И. Суриковой, именно Андрей Миронов нашёл «наиболее выразительное и точное завершение» экранной судьбы героини фильма Дианы Литтл.
В своём интервью перед отъездом на гастроли в Прибалтику А. А. Миронов сказал: «Что-то меня сразу подкупило в Фёсте, подружило с ним. И то, что он по-своему Дон Кихот, и то, что, если можно так сказать, он не просто чудак, а очень своеобразный счастливый неудачник или неудачливый счастливец». Персонаж, созданный Мироновым, по мнению критики, получился удивительно светлым и обаятельным. Его тихий голос воздействует на окружающих сильнее грохота драки и выстрелов. Он самым непостижимым образом заставляет каждого на миг остановиться и задуматься о себе самом. И прежде чем Фёст поразил завсегдатаев салуна неведомым синематографом, показав на белой простыне кадры первой в мире люмьеровской программы («Прибытие поезда», «Политый поливальщик»), он уже впечатлил их своим обаянием и возвышенным благородством. На глазах зрителей разнузданный салун неузнаваемо преображается, а в людях открываются их лучшие качества. Но это преображение случилось ненадолго, поскольку кинематограф, как оказалось, неоднороден. Фёст покидает городок, но всё же оставляет свет в душах его жителей. По результатам опроса журнала «Советский экран» за роль мистера Фёста Андрей Миронов был признан лучшим актёром 1987 года. В декабре 2000 года на церемонии в Центре Ханжонкова фильм А. И. Суриковой «Человек с бульвара Капуцинов» официально назван «Лучшей картиной о кино уходящего века».
27 июня был последний спектакль с участием Миронова в Москве: «Женитьба Фигаро» в Зеркальном театре сада «Эрмитаж». 13 августа — последний сольный концерт А. Миронова в Риге.

## Смерть

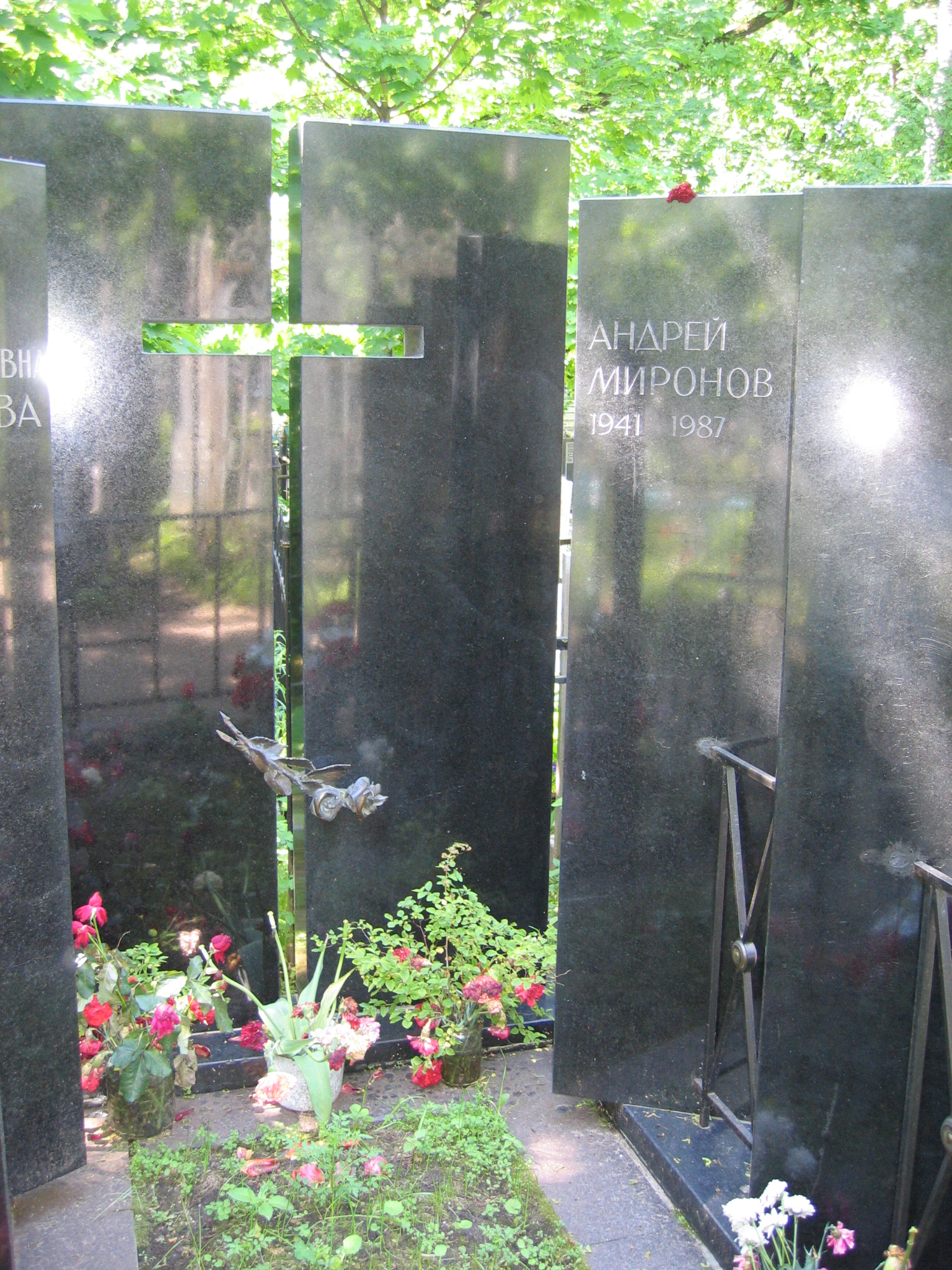
Могила Андрея Миронова на Ваганьковском кладбище Москвы

14 августа 1987 года, во время гастролей театра в Риге, на спектакле «Безумный день, или Женитьба Фигаро», не доиграв последнюю сцену, Миронов потерял сознание на сцене (спектакль проходил в здании Рижской оперы). Его отнесли за кулисы и вызвали «скорую помощь». Актёра доставили в нейрохирургическое отделение местной больницы Гайльэзерс (латыш. Gaiļezers), где диагностировали обширное кровоизлияние в мозг. В течение двух дней проводились мероприятия по поддержке дыхания и сердцебиения под косвенным руководством нейрохирурга Эдуарда Канделя.
По словам Яниса Озолиньша, руководителя клиники нейрохирургии, куда доставили Андрея Миронова в бессознательном состоянии, у актёра произошёл разрыв аневризмы сосуда, снабжающего кровью передние части головного мозга и участвующего в обеспечении кровоснабжения всего мозга. Было диагностировано обширное кровоизлияние между полушариями мозга. Обследование сосудов выявило «гигантскую, по меркам головного мозга, аневризму: в диаметре она была больше 2,5 сантиметров». Её разрыв повлёк за собой нарушение жизненно важных функций, в частности дыхания, и, как следствие, потерю сознания.
Андрей Миронов скончался, не приходя в сознание, в 5:35 16 августа 1987 года в возрасте 46 лет.
Похоронили актёра 20 августа 1987 года на Ваганьковском кладбище Москвы (участок № 40).
16 августа 1988 года на Горе Крестов рядом с литовским городом Шяуляй мать артиста Мария Миронова и актёры шяуляйского театра установили крест в память об Андрее Миронове.

## О творчестве актёра
Анализируя творчество Андрея Миронова, исследователи в первую очередь отмечают его многообразие и яркость. С самого начала в его работах органично соединялись гротеск и лирика, скрытая ирония и очевидный темперамент, эксцентрика и психологизм. Для ролей актёр находил самые разные краски: то шутливые, то ироничные, то акварельные, то яркие, броские. Он был разный каждую секунду и на сцене, и вне её, постоянно находясь в поиске, всё время что-то открывая и созидая. И в жизни, и в творчестве актёр не любил однозначности, во всём предпочитая сложность и противоречивость. Созданные им образы часто отличались двойственностью, многоплановостью. Уже в студенческие годы преподаватели заметили за Мироновым стремление пробиваться «сквозь смех к слезам и к смеху сквозь слёзы». Педагог Я. М. Смоленский вспоминал, как на занятиях по художественному чтению работали над поэмой «Домик в Коломне» и при распределении ролей между тремя студентами Миронову в основном отдавались те строфы, где у А. С. Пушкина иронические интонации сливаются с глубоко лирическими. В дальнейшем это свойство в его творчестве лишь развивалось и углублялось.

«Но не следует до конца верить улыбкам Андрея Миронова. Да, в них торжество и наслаждение игрой, оптимизм и жизнерадостность. Однако вдруг за игрой проступит и явится на свет самая реальная быль, за смехом — нешуточный его смысл, сквозь мелькание улыбок заблестят не всегда видимые миру слёзы».
— М. Н. Любомудров
Среди актёров своего поколения Андрей Миронов выделялся поразительным оптимизмом и жизнелюбием. Он, как никто другой, умел радоваться жизни и передавать ощущение счастья зрителям. Те, кто знал его с детства, рассказывают о нём как о весёлом и общительном балагуре. Сам актёр неоднократно вспоминал историю о том, как во время съёмок фильма «А если это любовь?» к нему подошёл режиссёр Юлий Райзман и сказал: «Меньше играй в жизни, больше тебя останется для сцены». Остроумный, уверенный в себе и мастер своего дела Миронов был для современников образцом актёра и современного молодого человека. Несмотря на яркий эмоциональный склад характера, Андрея Миронова считают также интеллектуальным актёром. В жизни и на сцене он был очень аналитичным, рассудочным. В работе над ролью Миронов опирался на логический анализ образа, пытаясь уяснить для себя мироощущение и способ мышления персонажа. В результате у актёра всегда получался очень точный, конкретный и неповторимый портрет личности. Все его герои были живыми людьми, непосредственно реагирующими на происходящее вокруг.
С возрастом Андрей Миронов стал серьёзнее, сложнее и глубже как человек и как художник. На первый план вышли его душевная мягкость и человеческая глубина. Теперь он играл на контрастах, резких перепадах интонаций, порой даже в пределах одной фразы. Его актёрский стиль всегда отличала невероятно гибкая речь. С годами нюансировка значения отдельных слов достигла просто музыкальной виртуозности. По воспоминаниям, Миронов никогда дважды не произносил одну и ту же фразу одинаково.
По оценкам специалистов, Миронов реализовался в большей степени в театральных работах, чем в кино. Связано это с тем, что в кино не любят заниматься актёром, искать его скрытые способности. Обычно кинорежиссёры предпочитают использовать готовый типаж, то, что лежит на самой поверхности. Безусловно, были у Миронова и в кино разноплановые роли, но полностью раскрыт его талант в кино всё же не был. На экранах, главным образом, эксплуатировалась музыкальная и пластическая одарённость актёра. Отчасти ещё телевидение предоставило актёру возможность блеснуть иными гранями таланта в классических и психологических ролях (телеспектакли «Возвращение», «Страницы журнала Печорина», «Между небом и землёй», «Белые розы, розовые слоны»).
В последние годы актёр стал играть меньше, занявшись режиссурой. Ещё в 1970-е Миронов поставил одну из новелл в спектакле «Маленькие комедии большого дома» и первый самостоятельный спектакль «Феномены». В 1980-е годы осуществил постановку пьес А. Н. Островского и М. Е. Салтыкова-Щедрина. Его режиссёрские работы отличались чёткостью и простотой, в них не было никакой претенциозности и надуманности. Ставил он спектакли на глубоко волнующие его темы.
Говоря об Андрее Миронове, очень многие называют его уникальным актёром, не похожим ни на кого. Режиссёр Л. Е. Хейфец заметил, что Миронов мог быть любым, но только не заурядным, ординарным, тусклым. Он был способен создавать совершенно разные образы, от обаятельных жуликов до одержимого революционной страстью Всеволода. А. В. Эфрос написал о Миронове: «Есть такое понятие в кино — типаж. В данном случае оно не имело никакого значения, потому что Андрей Миронов — никак не типажный актёр. В нём есть мягкость, есть как бы фактура пластилина, которая, на мой взгляд, очень заманчива и в кино, и в театре, особенно когда изнутри актёрская природа освещена умом. Миронов может лепить из себя многое». Среди качеств актёра часто указывают такое, как элегантность, которое, по мнению Ю. В. Катина-Ярцева, присуще довольно малому кругу людей. Нравились режиссёрам и такие черты в актёре, как дисциплинированность и обязательность, которые, по словам А. И. Суриковой, являются чрезвычайной редкостью в кинематографической среде. По этой причине, считал Э. А. Рязанов, работать с Андреем Мироновым было очень легко. При этом его актёрскому мастерству было свойственны внутренняя свобода и виртуозность. Он постоянно импровизировал, что-то придумывал, фантазировал. «Я училась у него. Самоиронии. Свободе импровизации. Обязательности. Он учил мягко, ненавязчиво, весело», — признавалась А. И. Сурикова. В каждом спектакле, на каждом концерте, репетиции, в каждом эпизоде Миронов выкладывался до конца, без остатка, целиком отдаваясь стихии творчества, что, по мнению В. Н. Плучека, является главной чертой, отличающей истинный талант.

## Семья и близкие
- Отец — Александр Менакер (1913—1982), заслуженный артист РСФСР (1978).
  - Единокровный брат — Кирилл Ласкари (1936—2009), балетмейстер, артист балета, писатель, заслуженный деятель искусств РФ (2002).
- Мать — Мария Миронова (1911—1997), народная артистка СССР (1991).
- Первая жена (1971—1976) — Екатерина Градова (1946—2021), заслуженная артистка РСФСР (1983).
  - Дочь — Мария Миронова (род. 1973), актриса[108], народная артистка РФ (2020).
    - Внук — Андрей Игоревич Миронов-Удалов (род. 1992), актёр театра «Ленком Марка Захарова»[109].
    - Внук — Фёдор Миронов (род. 2019)[110][111].
- Вторая жена (1977—1987) — Лариса Голубкина (1940—2025), народная артистка РСФСР (1991).
  - Падчерица — Мария Голубкина (род. 1973), актриса театра и кино, теле- и радиоведущая.

## Фильмография

### Роли в кино
— главная роль

| Год  |     | Название                                    | Роль                                                                                    |
| ---- | --- | ------------------------------------------- | --------------------------------------------------------------------------------------- |
| 1961 | ф   | А если это любовь?                          | Пётр                                                                                    |
| 1962 | ф   | Мой младший брат                            | Юра Попов                                                                               |
| 1963 | ф   | Два воскресенья                             | журналист (нет в титрах)                                                                |
| 1963 | ф   | Три плюс два                                | Роман Любешкин, ветеринар                                                               |
| 1965 | ф   | Год как жизнь                               | Фридрих Энгельс                                                                         |
| 1966 | ф   | Берегись автомобиля                         | Дима Семицветов, продавец комиссионного магазина                                        |
| 1966 | тф  | Сказки русского леса                        | шофёр                                                                                   |
| 1967 | ф   | Таинственная стена                          | Валентин Карпухин                                                                       |
| 1968 | ф   | Бриллиантовая рука                          | Геннадий Петрович Козодоев (Геша), контрабандист                                        |
| 1968 | ф   | Любить…                                     | парень на вечеринке                                                                     |
| 1968 | ф   | Урок литературы                             | Феликс, внук писательницы                                                               |
| 1969 | тф  | Новогоднее похищение                        | камео                                                                                   |
| 1970 | ф   | Две улыбки                                  | молодой дедушка                                                                         |
| 1970 | ф   | Семейное счастье                            | Фёдор Фёдорович Сигаев                                                                  |
| 1970 | ф   | Умеете ли вы жить?                          | провожающий Александра Донченко                                                         |
| 1971 | ф   | Держись за облака                           | Тукман, белый генерал                                                                   |
| 1971 | ф   | Достояние республики                        | Шиловский (Маркиз)                                                                      |
| 1971 | ф   | Старики-разбойники                          | Юрий Евгеньевич Проскудин, «блатной»                                                    |
| 1971 | ф   | Тень                                        | Цезарь Борджиа                                                                          |
| 1973 | ф   | Новые приключения Дони и Микки              | голос за кадром                                                                         |
| 1973 | ф   | Старые стены                                | Аркадий                                                                                 |
| 1974 | ф   | Невероятные приключения итальянцев в России | Андрей Васильев, сотрудник милиции                                                      |
| 1974 | тф  | Лев Гурыч Синичкин                          | дирижёр                                                                                 |
| 1974 | тф  | Соломенная шляпка                           | Леонидас Фадинар                                                                        |
| 1975 | ф   | Повторная свадьба                           | Илья Фёдорович                                                                          |
| 1975 | ф   | Шаг навстречу                               | Маркел Владимирович Кочетков                                                            |
| 1976 | мтф | Небесные ласточки                           | Селестен-Флоридор                                                                       |
| 1976 | мтф | 12 стульев                                  | Остап Бендер                                                                            |
| 1978 | тф  | Обыкновенное чудо                           | министр-администратор                                                                   |
| 1978 | ф   | Особых примет нет                           | Глеб Витальевич Глазов                                                                  |
| 1979 | тф  | Трое в лодке, не считая собаки              | Джером Клапка Джером / Джи / миссис Байкли / трактирщик / пьяный рыбак / дядюшка Поджер |
| 1979 | тф  | Фантазии Фарятьева                          | Павел Павлович Фарятьев                                                                 |
| 1980 | ф   | Крах операции «Террор»                      | Глеб Витальевич Глазов                                                                  |
| 1980 | тф  | Назначение                                  | Алексей Юрьевич Лямин                                                                   |
| 1980 | тф  | О бедном гусаре замолвите слово             | рассказчик, читающий текст от автора                                                    |
| 1981 | ф   | Будьте моим мужем                           | Виктор, детский врач-педиатр                                                            |
| 1982 | ф   | Сказка странствий                           | Орландо, философ-бродяга                                                                |
| 1983 | тф  | Кое-что из губернской жизни                 | ведущий / поручик                                                                       |
| 1983 | ф   | Стриптиз поневоле («Фитиль» № 252)          | вокал                                                                                   |
| 1983 | док | Я возвращаю Ваш портрет                     | ведущий — камео                                                                         |
| 1984 | ф   | Блондинка за углом                          | Николай Гаврилович Порываев, астрофизик / куплетист                                     |
| 1984 | ф   | Мой друг Иван Лапшин                        | Ханин                                                                                   |
| 1984 | ф   | Победа                                      | Чарльз Брайт                                                                            |
| 1985 | тф  | Грустить не надо                            | камео                                                                                   |
| 1987 | ф   | Человек с бульвара Капуцинов                | Джонни Фёст, киномеханик                                                                |
| 1987 | ф   | Следопыт                                    | Санглие, французский шпион                                                              |

### Озвучивание мультфильмов
- 1968 — Комедиант — комедиант[источник не указан 426 дней]
- 1968 — Люди и двери («Фитиль» № 70) — вокал[источник не указан 426 дней]
- 1969 — Капризная принцесса — шут[116]
- 1969 — Время, назад! («Фитиль» № 83) — вокал[источник не указан 426 дней]
- 1970 — Безответственный ответственный («Фитиль» № 100) — вокал[источник не указан 426 дней]
- 1975 — Месть кота Леопольда — все роли
- 1976 — Голубой щенок — Чёрный Кот[источник не указан 426 дней]
- 1979 — Колёса, колёса… («Фитиль» № 200) — вокал[источник не указан 426 дней]
- 1981 — Раз ковбой, два ковбой — все роли[117]
- 1984 — Интервью с котом Леопольдом — Леопольд[источник не указан 426 дней]
- 1985 — Мы с Шерлоком Холмсом[118] — пес Том (помощник Холмса)[источник не указан 426 дней]
- 1986 — Архитектурное излишество («Фитиль» № 286) — вокал[источник не указан 426 дней]

## Работы на телевидении
- 1966 — «Голубой огонёк: Сказки русского леса» — таксист
- 1967 — Кабачок «13 стульев» — пан Ведущий
- 1968 — «Судьба играет человеком» (телеспектакль) — Антон
- 1969 — «Похищение» — артист Миронов (камео)
- 1969 — «Две комедии Бранислава Нушича» (телеспектакль) — ведущий
- 1969 — «Рудин» (телеспектакль) — Рудин
- 1970 — Московский театр Сатиры на экране
- 1970 — «Впотьмах» (телеспектакль) — Аларин
- 1971 — «Терем-теремок. Сказка для взрослых»
- 1971 — «Малыш и Карлсон, который живёт на крыше» (телефильм, т/о «Экран») — жулик Рулле
- 1975 — «Возвращение» — Борис Андреевич Вязовнин, помещик
- 1975 — «Страницы журнала Печорина» (телеспектакль); режиссёр: А. Эфрос — Грушницкий
- 1977 — «Между небом и землёй» — Климов
- 1978 — Встреча с Андреем Мироновым в концертной студии «Останкино»
- 1979 — «Дачная жизнь» — Дудочка, дачник
- 1980 — Альманах сатиры и юмора, «Летучая мышь» — Генрих
- 1980 — Что? Где? Когда? — интервью для телепередачи
- 1980 — Театральные встречи. В гостях у Щукинского училища — ведущий
- 1981 — Новогодний «Голубой огонёк»
- 1982 — «Кинопанорама» — новогодний выпуск
- 1983 — Новогодний «Голубой огонёк»
- 1983 — Музыка и мультипликация
- 1983 — «Голубой огонёк» 8 марта
- 1985 — «Грустить не надо» (музыкальный телефильм) — исполнение песен и танцев
- 1986 — «В субботу вечером. Всё начинается с любви» — пародия на кинорежиссёра
- 1987 — «Белые розы, розовые слоны…» — Генри Пулэски, судья
- 1987 — «Вокруг смеха», выпуск № 31

## Роли в театре
| Год  | Спектакль                                                                         | Роль                        | Постановщик |
| ---- | --------------------------------------------------------------------------------- | --------------------------- | --- |
| 1962 | «24 часа в сутки» О. Стукалова                                                    | Гарик                       | Постановка А. Крюкова                                                                                                  |
| 1963 | «Проделки Скапена» Ж.-Б. Мольера                                                  | Сильвестр                   | Постановка Е. Весника                                                                                                  |
| 1963 | «Клоп» В. Маяковского                                                             | Милиционер, Присыпкин, Баян | Постановка В. Плучека, С. Юткевича                                                                                     |
| 1963 | «Дамоклов меч» Назыма Хикмета                                                     | Толстый                     | Постановка В. Плучека                                                                                                  |
| 1963 | «Гурий Львович Синичкин» В. Дыховичного, М. Слободского, В. Масса, М. Червинского | Муха                        | Постановка Д. Тункеля                                                                                                  |
| 1964 | «Женский монастырь» В. Дыховичного и М. Слободского                               | Тушканчик                   | Постановка В. Плучека                                                                                                  |
| 1965 | «Над пропастью во ржи» Дж.-Д. Сэлинджера                                          | Холден                      | Постановка А. Шатрина                                                                                                  |
| 1966 | «Тёркин на том свете» А. Твардовского                                             | эпизоды                     | Постановка В. Плучека                                                                                                  |
| 1966 | «Дон Жуан, или Любовь к геометрии» М. Фриша                                       | Дон Жуан                    | Постановка В. Плучека                                                                                                  |
| 1967 | «Интервенция» Л. Славина                                                          | Селестен, Жюльен Папа       | Постановка В. Плучека                                                                                                  |
| 1967 | «Доходное место» А. Островского                                                   | Жадов                       | Постановка М. Захарова                                                                                                 |
| 1967 | «Баня» В. Маяковского                                                             | Велосипедкин                | Постановка осуществлена в 1953 году Н. Петровым, В. Плучеком и С. Юткевичем, сценическая редакция 1967 года В. Плучека |
| 1969 | «Безумный день, или Женитьба Фигаро» Бомарше                                      | Фигаро                      | Постановка В. Плучека                                                                                                  |
| 1970 | «У времени в плену» А. Штейна                                                     | Всеволод Вишневский         | Постановка В. Плучека                                                                                                  |
| 1971 | «Малыш и Карлсон, который живёт на крыше» А. Линдгрен                             | жулик Рулле                 | Постановка В. Плучека                                                                                                  |
| 1972 | «Ревизор» Н. В. Гоголя                                                            | Хлестаков                   | Постановка В. Плучека                                                                                                  |
| 1972 | «Таблетку под язык» А. Макаёнка                                                   | Иван Швед                   | Постановка В. Плучека                                                                                                  |
| 1973 | «Маленькие комедии большого дома» А. Арканова и Г. Горина                         | Муж                         | Постановка А. Миронова и А. Ширвиндта. Руководитель постановки В. Плучек                                               |
| 1974 | «Клоп» В. Маяковского                                                             | Баян                        | Постановка осуществлена в 1955 году В. Плучеком и С. Юткевичем, сценическая редакция 1974 года В. Плучека              |
| 1975 | «Ремонт» М. Рощина                                                                | Паша-интеллигент            | Постановка В. Плучека                                                                                                  |
| 1976 | «Горе от ума» А. С. Грибоедова                                                    | Чацкий                      | Постановка В. Плучека                                                                                                  |
| 1979 | «Мы, нижеподписавшиеся» А. Гельмана                                               | Лёня Шиндин                 | Постановка В. Плучека                                                                                                  |
| 1979 | «Продолжение Дон Жуана» Э. Радзинского                                            | Дон Жуан                    | Малая сцена драматического театра на Малой Бронной. Постановка А. Эфроса                                               |
| 1980 | «Трёхгрошовая опера» Б. Брехта                                                    | Мекхит                      | Постановка В. Плучека                                                                                                  |
| 1981 | «Бешеные деньги» А. Островского                                                   | Васильков                   | Постановка А. Миронова                                                                                                 |
| 1984 | «Вишнёвый сад» А. Чехова                                                          | Лопахин                     | Постановка В. Плучека                                                                                                  |
| 1984 | «Прощай, конферансье!» Г. Горина                                                  | Буркини                     | Постановка А. Миронова                                                                                                 |
| 1985 | «Бремя решения» Ф. Бурлацкого                                                     | Джон Кеннеди                | Постановка В. Плучека                                                                                                  |
| 1987 | «Тени» М. Салтыкова-Щедрина                                                       | Клаверов                    | Постановка А. Миронова                                                                                                 |
| 1987 | «Белые розы, розовые слоны» У. Гибсон                                             | Судья                       | Постановка И. Унгуряну                                                                                                 |

## Аудиоспектакли и аудиокниги
- 1968 — Александр Мишарин «Последнее слово» — Отто фон Ауфенберг
- 1969 — Леонид Сапожников «Член исполкома Коминтерна» — Джон Рид
- 1969 — Алексей Новиков-Прибой «Солёная купель» — Себастьян Лутатини, священник
- 1969 — Роберт Стивенсон «Алмаз Раджи» — Мистер Саймон Роллз, священник
- 1969 — Бранислав Нушич «Две комедии Бранислава Нушича» — Ведущий
- 1971 — Феликс Шапиро, Михаил Пляцковский «Как попугай Лори стал разноцветным» — Лори
- 1973 — Леонид Ленч «Оказывается существует» — (все роли)
- 1973 — Имре Кальман «Баядера» — Наполеон Сен-Клош[119]
- 1974 — Лев Славин «Интервенция» — Селестен
- 1974 — Трумен Капоте «Бутыль серебра» — (все роли)
- 1976 — Юрий Энтин, Геннадий Гладков «Голубой щенок» — Кот
- 1977 — Виктория Токарева «Между небом и землёй» — Климов
- 1977 — Илья Ильф и Евгений Петров «Золотой телёнок» (Избранные страницы) — (все роли)
- 1977 — А. П. Чехов «Анюта» — (все роли)
- 1977 — А. П. Чехов «В потёмках» — (все роли)
- 1980 — Бертольд Брехт «Трёхгрошовая опера» — Мекхит (Мекки-Нож)
- 1982 — Григорий Горин «Остановите Потапова!»
- 1983 — Александр Штейн «У времени в плену» — Всеволод Вишневский
- 1984 — Борис Ласкин «Фестиваль в городе N» — (все роли)
- 1985 — «Юность Энгельса» — Фридрих Энгельс
- 1985 — «Стадион» — Трус
- 29 мая 1986 — Луначарский «Душа Элеоноры» — Наполеон Малапарте

## Дискография
- 1977 — «Поёт Андрей Миронов» («Мелодия», Г62-05927-8)
- 1977 — «Андрей Миронов» («Мелодия», 33М60-40081-82)
- 1980 — «Андрей Миронов» («Мелодия», 33С62-14153-4)
- 1982 — «Ну чем мы не пара?» («Мелодия», 33С62-18713-4)
- 1983 — «Андрей Миронов» («Мелодия», С60-18833-4)
- октябрь 1987 — «Эта песня — для близких друзей…» — песни на музыку Яна Френкеля («Мелодия», С60-26029-004). Это — третий диск-гигант Андрея Миронова.
- 1994 — «Андрей Миронов. Друзьям» (РОМ ЛТД / «Sony DADC Austria»)
- 1996 — «Андрей Миронов. Жизнь моя — кинематограф»
- 1996 — «Я выхожу на сцену»
- 2001 — «Grand Collection. Андрей Миронов»
- 2001 — «Актёр и песня. Андрей Миронов»

## Звания и награды
- Медаль «За трудовую доблесть» (14 ноября 1980) — за большую работу по подготовке и проведению Игр XXII Олимпиады[120].
- Заслуженный артист РСФСР (16 октября 1974).
- Народный артист РСФСР (18 декабря 1980)[121].
- Номинация на кинопремию «Ника» за лучшую мужскую роль в фильме «Человек с бульвара Капуцинов» (1988, посмертно).

## Память

Памятник Геше в Новороссийске

- Памятник персонажу Андрея Миронова Геше Козодоеву (фильм «Бриллиантовая рука») открыт в Новороссийске 6 ноября 2010 года[122].
- В Воронеже и Ижевске[123] есть улицы А. Миронова.
- Решением Курганской городской Думы от 26 мая 2016 года одной из новых улиц микрорайона Левашово присвоено имя актёра[124].
- В честь А. Миронова назван астероид (3624) Миронов, открытый Л. Г. Карачкиной и Л. В. Журавлёвой в Крымской астрофизической обсерватории 14 октября 1982 года.
- В честь А. Миронова в 1988 году артист Рудольф Фурманов открыл в Ленинграде театр «Русская антреприза» имени Андрея Миронова.
- Об Андрее Миронове в 1991 году по сценарию Григория Горина совместно с Алексеем Габриловичем был снят фильм-монография «Андрей».
- 21 июня 1990 года в Москве, на углу улиц Петровка и Рахмановского переулка, на здании, ныне занимаемом Московской городской думой, была открыта мемориальная доска в честь Андрея Миронова.
- Ежегодно в день рождения Миронова в Санкт-Петербурге проводится церемония вручения фарфоровых статуэток лауреатам театральной премии «Фигаро» для одарённой молодёжи, она посвящена памяти актёра[125].

- «Андрей» («Союзтелефильм», 1991)
- «Андрей Миронов и его женщины» («Первый канал», 2005)[126]
- «Андрей Миронов. »Легенды мирового кино"" («Культура», 2010)[127]
- «Андрей Миронов. „Я боюсь, что меня разлюбят“» («Первый канал», 2011)[128][129]
- «Андрей Миронов. „Смотрите, я играю…“» («Культура», 2011)[130]
- «Андрей Миронов. Держась за облака» (ООО «БеМиС Продакшн», документальный, 2014)[131]
- «Андрей Миронов. „Последний день“» («Звезда», 2015)[132]
- «Андрей Миронов. „Баловень судьбы“» («ТВ Центр», 2015)[133]
- «Андрей Миронов. „Я блесну непрошенной слезой…“» («Первый канал», 2016)[134][135]
- «Андрей Миронов. „Раскрывая тайны звёзд“» («Москва 24», 2017)[136]
- «Андрей Миронов. „Скользить по краю“» («Первый канал», 2019)[137][138]
- «Андрей Миронов. „Звёзды советского экрана“» («Москва 24», 2019)[139]
- «Андрей Миронов. „Клянусь, моя песня не спета“» («ТВ Центр», 2021)[140]
- «Андрей Миронов. „Цена аплодисментов“» («ТВ Центр», 2021)[141]
- «Андрею Миронову — 80!» («Мир», 2021)[142]